# Roma Antică
Roma Antică a fost un oraș-stat a cărui istorie se întinde în perioada de timp cuprinsă între 753 î.Hr. și 476 d.Hr. Pe parcursul existenței sale de douăsprezece secole, civilizația romană a trecut de la monarhie la republică oligarhică și, apoi, la imperiu extins. Ea a dominat Europa de Vest și întreaga arie în jurul Mării Mediterane, prin cuceriri și asimilare, însă, în final, a cedat în fața invaziilor barbarilor din secolul al V-lea, marcând, astfel, declinul Imperiului Roman și începutul Evului Mediu. 

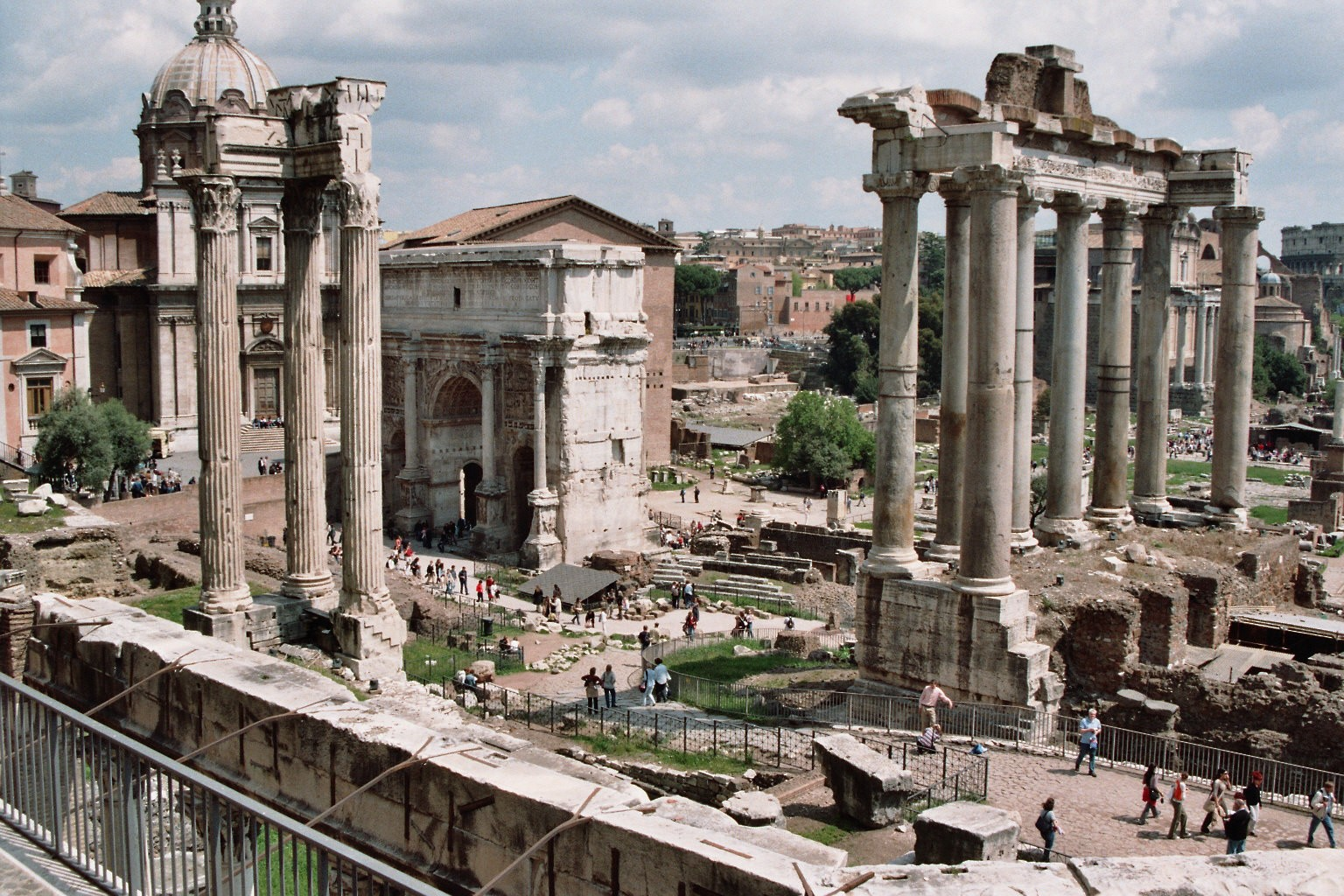
Forumul roman

Civilizația romană e, deseori, clasificată ca o parte din Antichitatea Clasică, împreună cu Grecia Antică, o civilizație care a inspirat mult cultura Romei Antice. Roma Antică a adus contribuții importante în organizarea politică și administrativă, juridică, artă militară, artă, literatură, arhitectură, limbile Europei (limbile romanice), iar istoria sa continuă să aibă o influență puternică asupra lumii moderne.
Roma antică a început ca o așezare italică, tradițional datată în 753 î.Hr., lângă Râul Tibru, în Peninsula Italică. Așezarea s-a dezvoltat în orașul și statul Roma, ajungând să își controleze vecinii printr-o combinație de tratate și forță militară. În cele din urmă, a ajuns să controleze Peninsula Italică, asimilând cultura greacă din sudul Italiei (Magna Graecia) și cultura etruscă, devenind apoi puterea dominantă în regiunea Mediteraneană și în părți din Europa. La apogeul său, controla coasta nord-africană, Egiptul, Europa de Sud, cea mai mare parte a Europei de Vest, Balcanii, Crimeea și o mare parte din Orientul Mijlociu, inclusiv Anatolia, Levantul și părți din Mesopotamia și Arabia. Acest imperiu a fost unul dintre cele mai mari din lumea antică, acoperind aproximativ 5 milioane de kilometri pătrați în anul 117 d.Hr., cu o populație estimată între 50 și 90 de milioane de locuitori, adică aproximativ 20% din populația mondială de la acea vreme. Statul roman a evoluat de la o monarhie electivă la o republică clasică și, ulterior, la o dictatură militară din ce în ce mai autocratică în perioada Imperiului.
Roma antică este adesea grupată împreună cu Grecia antică sub termenul de antichitate clasică, iar culturile și societățile lor similare sunt cunoscute sub numele de lumea greco-romană. Civilizația romană antică a contribuit la limbajul, religia, societatea, tehnologia, dreptul, politica, guvernarea, războiul, arta, literatura, arhitectura și ingineria modernă. Roma a profesionalizat și extins armata sa și a creat un sistem de guvernare numit *res publica*, inspirația pentru republicile moderne, cum ar fi Statele Unite și Franța. A realizat realizări tehnologice și arhitecturale impresionante, cum ar fi construcția la nivelul întregului imperiu de apeducte și drumuri, precum și monumente și facilități mai grandioase.

## Istorie

### Italia timpurie și întemeierea Romei
Dovezile arheologice ale așezărilor din jurul Romei încep să apară în jurul anului 1000 î.Hr. Organizarea pe scară largă apare abia în jurul anului 800 î.Hr., cu primele morminte în necropola de pe Colina Esquilină, alături de un zid din lut și lemn la baza Colinei Palatine, datat la mijlocul secolului al VIII-lea î.Hr. Începând cu aproximativ 650 î.Hr., romanii au început să dreneze valea dintre colinele Capitolină și Palatină, unde se află astăzi Forumul roman. Până în secolul al VI-lea î.Hr., romanii construiau Templul lui Jupiter Optimus Maximus Dolichenus pe Colina Capitolină și se extindeau către Forumul Boarium, situat între colinele Capitolină și Aventină.
Romanii aveau propriul lor mit fondator, atribuind crearea orașului lui Romulus și Remus, descendenți ai lui Marte și ai unei prințese din miticul oraș Alba Longa. Cei doi frați, condamnați la moarte, au fost salvați de o lupoaică și s-au întors pentru a-l restaura pe regele albanez și a fonda un oraș. După o dispută, Romulus l-a ucis pe Remus și a devenit unicul fondator al orașului. Zona așezării sale inițiale de pe Colina Palatină a fost cunoscută mai târziu sub numele de Roma Quadrata („Roma Pătrată”). Povestea datează cel puțin din secolul al III-lea, iar mai târziu anticarul roman Marcus Terentius Varro a plasat întemeierea orașului în anul 753 î.Hr. O altă legendă, consemnată de istoricul grec Dionisie din Halicarnas, spune că prințul troian Enea a condus un grup de troieni într-o călătorie maritimă pentru a întemeia o nouă Troia după Războiul troian. Ei au ajuns pe malurile râului Tibru, iar o femeie care călătorea cu ei, Roma, a dat foc corăbiilor pentru a-i împiedica să plece din nou. Ei au numit așezarea după ea. Poetul roman Vergiliu a relatat această legendă în poemul său epic *Eneida*, unde prințul troian Enea este destinat să întemeieze o nouă Troia.

### Regat

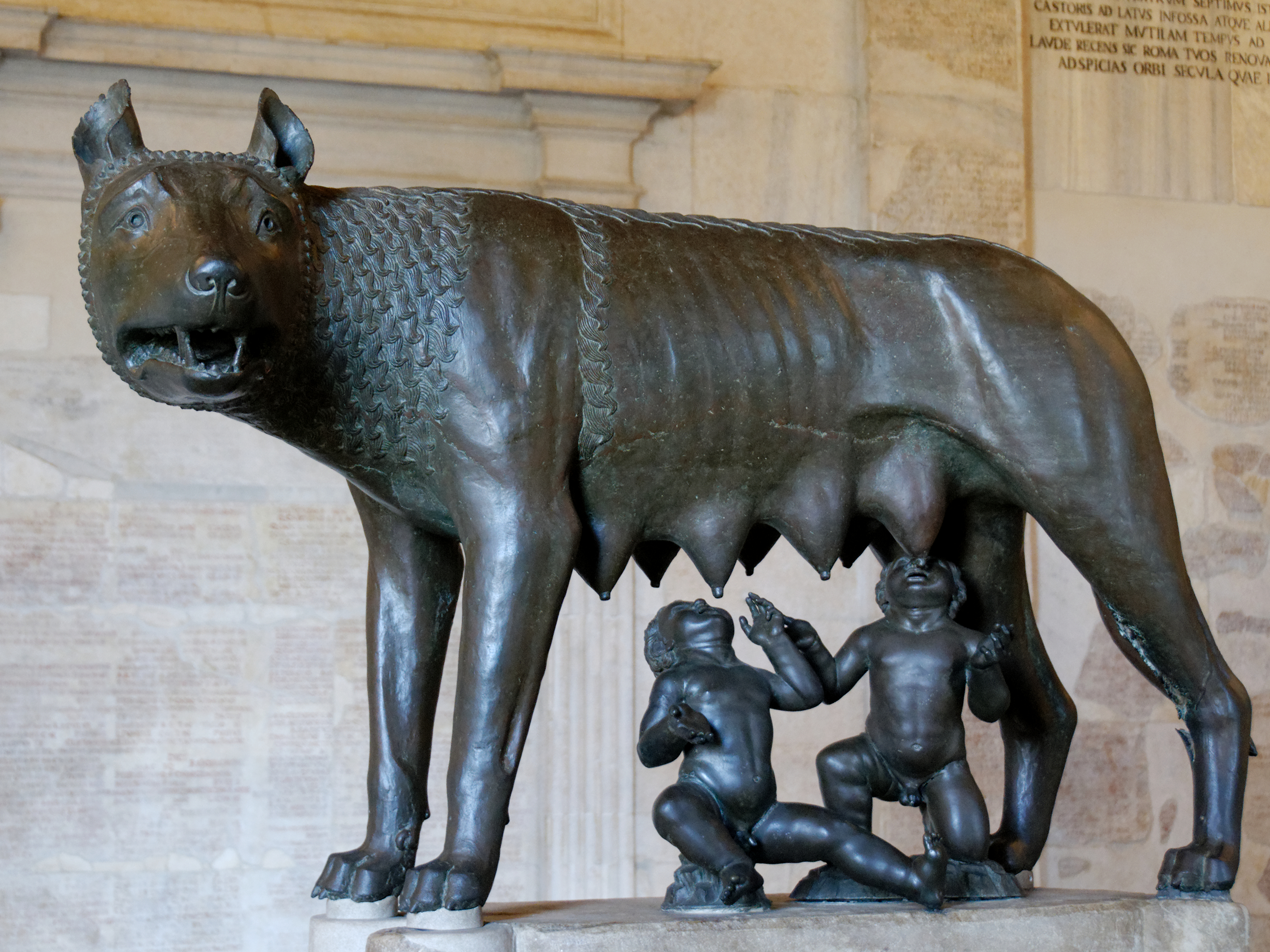
Lupoaica Capitolină, care ilustrează acum legenda conform căreia o lupoaică i-a alăptat pe Romulus și Remus după întemnițarea mamei lor în Alba Longa.

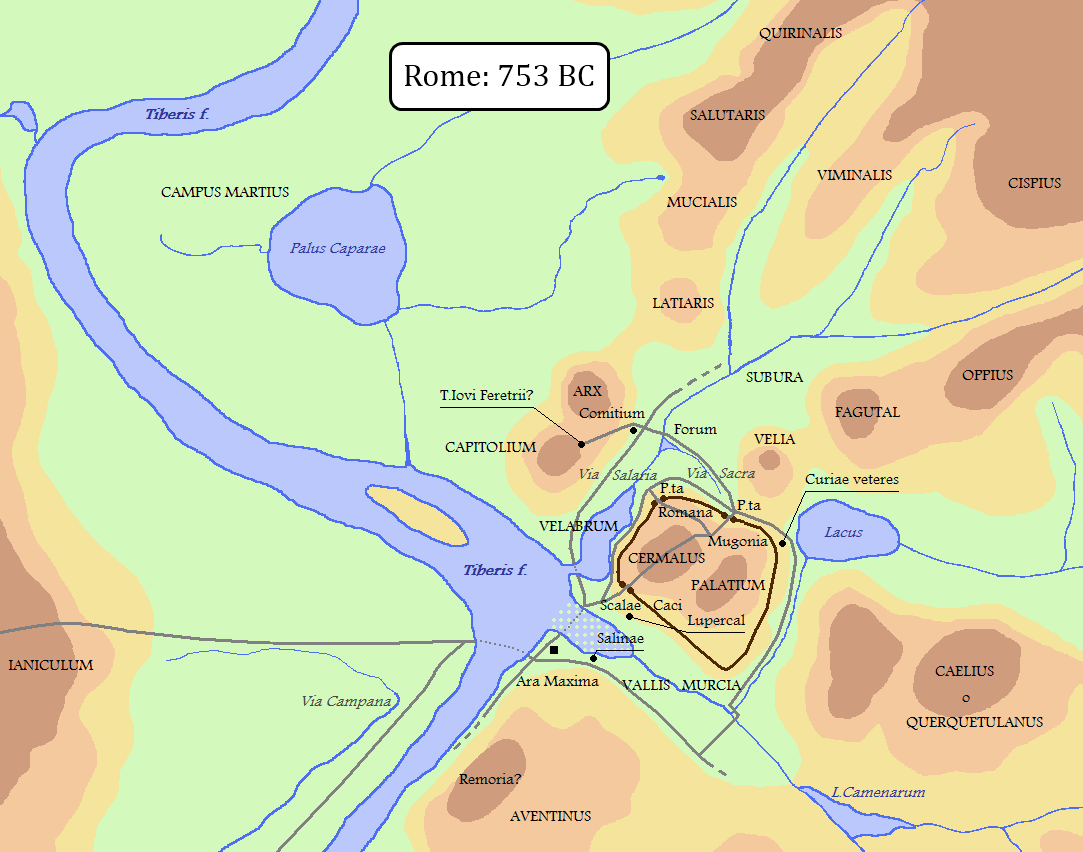
Reconstrucție modernă a condițiilor mlăștinoase din Roma timpurie, împreună cu o amplasare presupusă a primei așezări și a fortificațiilor sale.

Dovezile literare și arheologice sunt clare cu privire la existența regilor în Roma, atestate în texte fragmentare din secolul al VI-lea î.Hr. Mult timp după abolirea monarhiei romane, s-a păstrat o funcție vestigială, *rex sacrorum*, pentru a îndeplini funcțiile preoțești anterioare ale monarhului. Romanii credeau că monarhia lor era electivă, cu șapte regi legendari care erau, în mare parte, nerelaționați prin sânge.
Dovezile privind expansiunea Romei sunt clare în secolul al VI-lea î.Hr.; la sfârșitul acestuia, Roma controla un teritoriu de aproximativ 780 de kilometri pătrați, cu o populație care ajungea probabil la 35.000 de locuitori. Un palat, *Regia*, a fost construit în jurul anului 625 î.Hr.; romanii atribuiau, de asemenea, crearea primelor organizații populare și a Senatului perioadei regale. Roma a început să-și extindă controlul asupra vecinilor săi latini. În timp ce poveștile romane ulterioare, precum *Eneida*, susțineau că toți latinii descindeau din personajul titular, Enea, o cultură comună este atestată arheologic. Drepturile reciproce de căsătorie și cetățenie între orașele latine—*Jus Latii*—împreună cu festivaluri religioase comune indică o cultură comună. Până la sfârșitul secolului al VI-lea, majoritatea acestei zone era dominată de romani.

### Republică

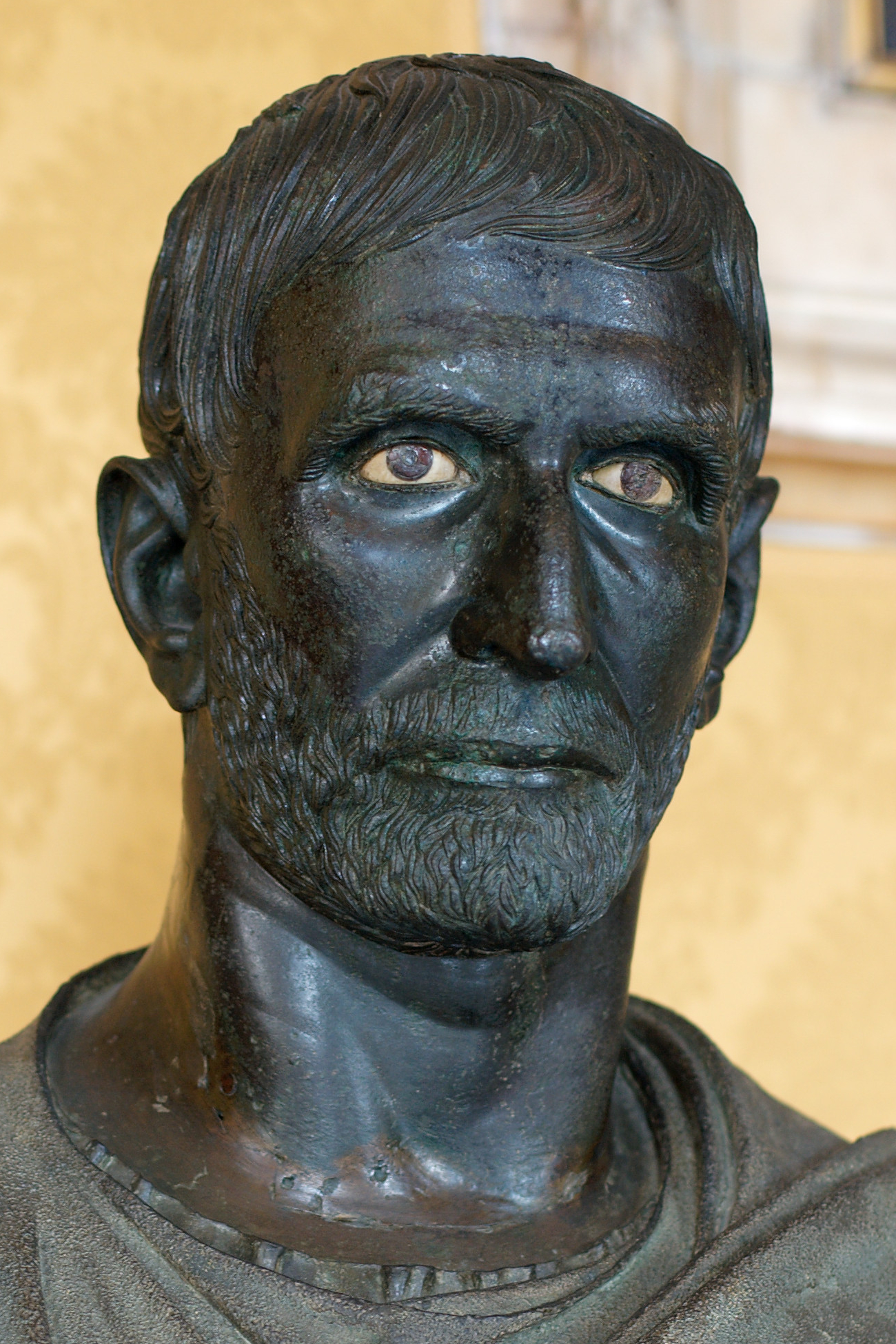
Bustul Capitolin Brutus, un bust identificat tradițional ca fiind Lucius Junius Brutus, unul dintre fondatorii Republicii.

Italia în anul 400 î.Hr., chiar înainte de invazia celtică sub conducerea lui Brennus.

Până la sfârșitul secolului al VI-lea î.Hr., Roma și mulți dintre vecinii săi italieni au intrat într-o perioadă de conflicte. Dovezile arheologice sugerează un anumit grad de război la scară largă. Conform tradiției și scriitorilor ulteriori, precum Liviu, Republica Romană a fost înființată în jurul anului 509 î.Hr., când ultimul dintre cei șapte regi ai Romei, Tarquin cel Mândru, a fost detronat, iar un sistem bazat pe magistrați aleși anual și diverse adunări reprezentative a fost stabilit. O constituție a creat un sistem de control și echilibru și o separare a puterilor. Cei mai importanți magistrați erau cei doi consuli, care împreună exercitau autoritatea executivă, inclusiv *imperium*, sau comanda militară.
Consulii trebuiau să colaboreze cu Senatul, care inițial era un consiliu consultativ al nobilimii de rang înalt, sau patricieni, dar care a crescut în mărime și putere. Alți magistrați ai Republicii includeau tribunii, chestorii, edilii, pretorii și cenzorii. Inițial, funcțiile magistraților erau rezervate patricienilor, dar au fost ulterior deschise și oamenilor de rând, plebeilor. Adunările republicane de vot includeau *comitia centuriata* (adunarea centuriatelor), care vota asupra chestiunilor de război și pace și alegea bărbații în cele mai importante funcții, și *comitia tributa* (adunarea triburilor), care alegea funcții mai puțin importante.
În secolul al IV-lea î.Hr., Roma a fost atacată de gali, care își extinseseră puterea în Peninsula Italică dincolo de Valea Padului și prin Etruria. La 16 iulie 390 î.Hr., o armată galică sub conducerea șefului tribal Brennus i-a învins pe romani în Bătălia de la Allia și a înaintat spre Roma. Galii au jefuit și au incendiat orașul, apoi au pus asediu pe Colina Capitolină, unde unii romani se baricadaseră, timp de șapte luni. Galii au acceptat apoi să le acorde romanilor pace în schimbul a 1000 de livre de aur. Potrivit unei legende ulterioare, romanul care supraveghea cântărirea a observat că galii foloseau balanțe false. Romanii au ridicat apoi armele și i-au învins pe gali. Generalul lor victorios, Camillus, a remarcat: „Cu Fier, nu cu Aur, Roma își cumpără libertatea.”
Romanii au supus treptat celelalte popoare din Peninsula Italică, inclusiv pe etrusci. Ultima amenințare la adresa hegemoniei romane în Italia a venit când Tarentum, o importantă colonie greacă, a cerut ajutorul lui Pyrrhus din Epirus în 281 î.Hr., dar acest efort a eșuat. Romanii și-au consolidat cuceririle fondând colonii romane în zone strategice, stabilind astfel un control stabil asupra regiunii.

#### Războaiele punice
Posesiuni romane și aliați apropiați
     Imperiul Cartaginez și aliații apropiați

Schimbări teritoriale de-a lungul războaielor punice:
Posesiuni romane și aliați apropiați
Imperiul Cartaginez și aliații apropiați

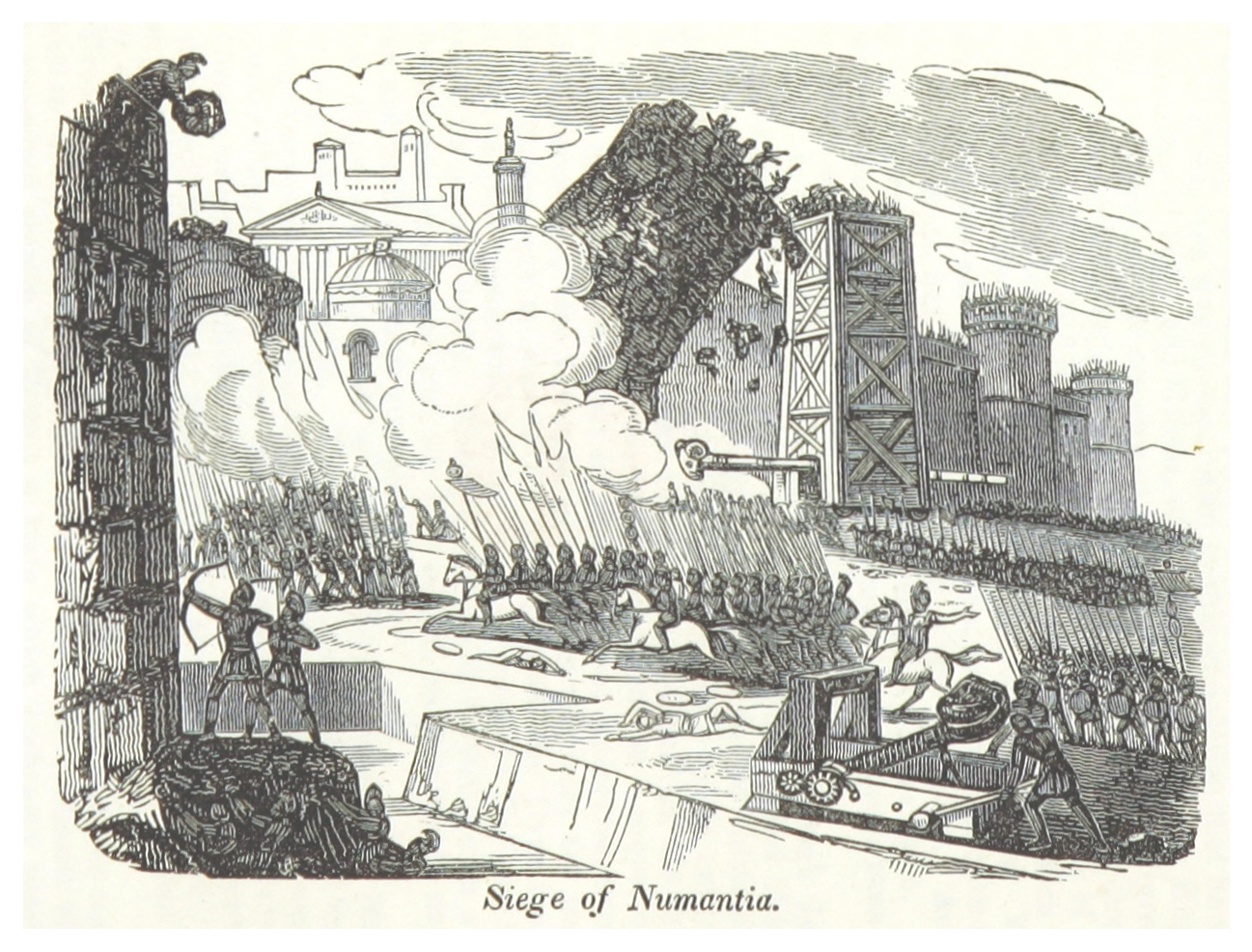
Asediul roman al cetății celtiberice Numantia din Spania în 133 î.Hr.

În secolul al III-lea î.Hr., Roma s-a confruntat cu un nou și formidabil adversar: Cartagina, cealaltă mare putere din vestul Mediteranei. Primul Război Punic a început în anul 264 î.Hr., când orașul Messina a cerut ajutorul Cartaginei în conflictele lor cu Hiero al II-lea din Siracuza. După intervenția cartaginezilor, Messana a cerut Romei să-i alunge pe aceștia. Roma a intrat în acest război deoarece Siracuza și Messana erau prea aproape de orașele grecești recent cucerite din sudul Italiei, iar Cartagina putea lansa acum o ofensivă prin teritoriul roman. În plus, Roma putea să-și extindă stăpânirea asupra  Siciliei.
Cartagina era o putere maritimă, iar lipsa de nave și experiență navală a Romei a făcut ca drumul către victorie să fie lung și dificil pentru Republica Romană. Cu toate acestea, după mai bine de 20 de ani de război, Roma a învins Cartagina și s-a semnat un tratat de pace. Printre motivele celui de-Al Doilea Război Punic s-au numărat și despăgubirile de război la care Cartagina a consimțit la sfârșitul Primului Război Punic. Războiul a început cu invazia îndrăzneață a Hispaniei de către Hannibal, care a mărșăluit prin Hispania și Alpii italieni, provocând panică printre aliații italieni ai Romei. Cea mai bună metodă de a învinge planul lui Hannibal de a-i face pe italieni să abandoneze Roma a fost întârzierea cartaginezilor printr-un război de gherilă și uzură, o strategie propusă de Quintus Fabius Maximus Verrucosus. Invazia lui Hannibal a durat peste 16 ani, devastând Italia, dar în cele din urmă Cartagina a fost învinsă în bătălia decisivă de la Zama, în octombrie 202 î.Hr.
Mai mult de o jumătate de secol după aceste evenimente, Cartagina a rămas umilită, iar atenția Republicii s-a îndreptat către regatele elenistice din Greciași revoltele din Hispania. Cu toate acestea, după ce a plătit indemnizația de război, Cartagina considera că și-a îndeplinit obligațiile față de Roma, o viziune care nu era împărtășită de Senatul roman. Al Treilea Război Punic a început când Roma a declarat război împotriva Cartaginei în anul 149 î.Hr. Cartagina a rezistat bine în primul atac, dar nu a putut face față asaltului lui Scipio Aemilianus, care a distrus complet orașul, a înrobit toți cetățenii și a preluat controlul asupra regiunii, care a devenit provincia Africa. Toate aceste războaie au dus la primele cuceriri de peste mări ale Romei (Sicilia, Hispania și Grecia) și la ascensiunea Romei ca o putere imperială semnificativă.

### Republica târzie
După ce au învins Imperiile Macedonian și Seleucid în secolul al II-lea î.Hr., romanii au devenit poporul dominant în Marea Mediterană. Cucerirea regatelor elenistice a adus culturile romană și greacă într-un contact mai strâns, iar elita romană, odată rurală, a devenit cosmopolită. În această perioadă, Roma era un imperiu consolidat – din punct de vedere militar – și nu avea dușmani majori.
Dominanța externă a dus însă la tensiuni interne. Senatorii au devenit bogați pe seama provinciilor; soldații, care erau în mare parte mici fermieri, erau plecați de acasă pentru perioade lungi și nu-și mai puteau întreține pământurile; iar dependența crescută de sclavi străini și expansiunea latifundiilor au redus disponibilitatea muncii plătite. Veniturile din prada de război, mercantilismul în noile provincii și perceperea taxelor au creat noi oportunități economice pentru cei bogați, formând o nouă clasă de comercianți, numiți equites. Legea Claudia le interzicea membrilor Senatului să se implice în comerț, așa că, deși equites puteau teoretic să intre în Senat, erau sever limitați în ceea ce privește puterea politică. Senatul se certau continuu, blocând repetat reformele agrare importante și refuzând să ofere clasei de equites un rol mai mare în guvernare.
Găști violente ale șomerilor urbani, controlate de senatori rivali, intimidau electoratul prin violență. Situația a culminat la sfârșitul secolului al II-lea î.Hr. sub frații Gracchi, o pereche de tribuni care au încercat să treacă legi de reformă agrară care să redistribuie marile domenii patriciene între plebei. Ambii frați au fost uciși, iar Senatul a adoptat reforme care au inversat acțiunile fraților Gracchi. Aceasta a dus la o creștere a diviziunii între plebei (populares) și clasa de equites (optimates).
Gaius Marius a devenit curând un lider al Republicii, deținând primul dintre cele șapte consulate ale sale (un număr fără precedent) în anul 107 î.Hr., susținând că fostul său patron, Quintus Caecilius Metellus Numidicus, nu era capabil să-l învingă și captureze pe regele numidian Jugurtha. Marius a inițiat apoi reformele sale militare: în recrutarea pentru a lupta împotriva lui Jugurtha, a angajat oameni foarte săraci (o inovație), iar mulți oameni fără pământ au intrat în armată. Marius a fost ales pentru cinci consulate consecutive între 104 și 100 î.Hr., întrucât Roma avea nevoie de un lider militar pentru a învinge pe cimbri și teutoni, care amenințau Roma. După retragerea lui Marius, Roma a avut o scurtă perioadă de pace, timp în care aliații italieni (socii) au cerut cetățenie romană și drepturi de vot. Reformistul Marcus Livius Drusus a susținut procesul lor legal, dar a fost asasinat, iar socii s-au revoltat împotriva romanilor în Războiul Social. La un moment dat, ambii consuli au fost uciși; Marius a fost numit să comande armata împreună cu Lucius Julius Caesar și Lucius Cornelius Sulla.
La sfârșitul Războiului Social, Marius și Sulla erau cei mai importanți lideri militari ai Romei, iar partizanii lor erau în conflict, ambele părți luptând pentru putere. În anul 88 î.Hr., Sulla a fost ales pentru primul său consulat, iar prima sa sarcină a fost să-l învingă pe Mithridates VI al Pontului, care intenționa să cucerească partea estică a teritoriilor romane. Cu toate acestea, partizanii lui Marius au reușit să-l impună pe acesta în comanda militară, sfidându-l pe Sulla și Senatul. Pentru a-și consolida propria putere, Sulla a întreprins o acțiune surprinzătoare și ilegală: a mărșăluit asupra Romei cu legiunile sale, ucigând pe toți cei care susțineau cauza lui Marius. În anul următor, 87 î.Hr., Marius, care fugise la marșul lui Sulla, s-a întors la Roma în timp ce Sulla făcea campanie în Grecia. El a preluat puterea împreună cu consulul Lucius Cornelius Cinna și l-a ucis pe celălalt consul, Gnaeus Octavius, obținând al șaptelea său consulat. Marius și Cinna s-au răzbunat pe partizanii lor, organizând un masacru.
Marius a murit în anul 86 î.Hr., din cauza vârstei și a sănătății precare, la doar câteva luni după ce a preluat puterea. Cinna a exercitat puterea absolută până la moartea sa în 84 î.Hr. După ce s-a întors din campaniile sale din est, Sulla avea cale liberă să-și restabilească propria putere. În anul 83 î.Hr. a făcut al doilea său marș asupra Romei și a început o perioadă de teroare: mii de nobili, cavaleri și senatori au fost executați. Sulla a deținut două dictaturi și încă un consulat, marcând începutul crizei și declinului Republicii Romane.

#### Cezar și primul triumvirat
La mijlocul secolului I î.Hr., politica romană era agitată. Diviziunile politice din Roma s-au împărțit în două grupuri: *populares* (care sperau la sprijinul poporului) și *optimates* (cei „mai buni”, care doreau să mențină controlul exclusiv al aristocrației). Sulla a răsturnat toți liderii populiști, iar reformele sale constituționale au eliminat puterile (cum ar fi cele ale tribunului plebei) care susțineau abordările populiste. Între timp, tensiunile sociale și economice continuau să crească; Roma devenise o metropolă cu o aristocrație foarte bogată, aspiratori îndatorați și un proletariat numeros, format adesea din fermieri sărăciți. Aceste grupuri din urmă au sprijinit conspirația catilinară—un eșec răsunător, deoarece consulul Marcus Tullius Cicero a arestat și executat rapid principalii lideri.
Gaius Julius Caesar a reconciliat cei mai puternici doi oameni din Roma: Marcus Licinius Crassus, care finanțase o mare parte din cariera sa anterioară, și rivalul lui Crassus, Gnaeus Pompeius Magnus (anglicizat ca Pompey), cu care și-a căsătorit fiica. El i-a format într-o nouă alianță informală, care îl includea și pe el, Primul Triumvirat („trei oameni”). Fiica lui Caesar a murit la naștere în 54 î.Hr., iar în 53 î.Hr., Crassus a invadat Parthia și a fost ucis în Bătălia de la Carrhae; Triumviratul s-a destrămat. Caesar a cucerit Galia, obținând o avere imensă, respect în Roma și loialitatea unor legiuni călite în luptă. El a devenit o amenințare pentru Pompeii și a fost detestat de mulți *optimates*. Încrezători că Caesar putea fi oprit prin mijloace legale, partizanii lui Pompey au încercat să-l lipsească pe Caesar de legiunile sale, un preludiu la judecata sa, ruinarea sa financiară și exilul.
Pentru a evita acest destin, Caesar a traversat Râul Rubicon și a invadat Roma în 49 î.Hr. Bătălia de la Pharsalus a fost o victorie strălucită pentru Caesar și, în această campanie și altele, i-a distrus pe toți liderii *optimates*: Metellus Scipio, Cato cel Tânăr și fiul lui Pompey, Gnaeus Pompeius. Pompey a fost ucis în Egipt în 48 î.Hr. Caesar era acum preeminent în Roma: în cinci ani, a deținut patru consulate, două dictaturi ordinare și două dictaturi speciale, una pentru perpetuitate. A fost asasinat în 44 î.Hr., în Idele lui Marte, de către Liberatores.

#### Octavian și al doilea triumvirat
Asasinarea lui Caesar a provocat tulburări politice și sociale în Roma; orașul a fost condus de prietenul și colegul său, Marcus Antonius. La scurt timp după aceea, Octavius, pe care Caesar l-a adoptat prin testamentul său, a ajuns la Roma. Octavian (istoricii îl consideră pe Octavius ca fiind Octavian, conform convențiilor de numire romane) a încercat să se alinieze facțiunii cezariene. În 43 î.Hr., alături de Antoniu și Marcus Aemilius Lepidus, cel mai bun prieten al lui Caesar, el a înființat legal Al Doilea Triumvirat. Odată cu formarea acestuia, între 130 și 300 de senatori au fost executați, iar proprietățile lor au fost confiscate din cauza presupusului lor sprijin pentru Liberatores.
În 42 î.Hr., Senatul l-a zeificat pe Caesar sub numele de Divus Iulius; astfel, Octavian a devenit Divi filius, fiul zeificatului. În același an, Octavian și Antoniu i-au învins pe asasinii lui Caesar și pe liderii Liberatores, Marcus Junius Brutus și Gaius Cassius Longinus, în Bătălia de la Philippi. Al Doilea Triumvirat a fost marcat de proscripțiile multor senatori și cavaleri: după o revoltă condusă de fratele lui Antoniu, Lucius Antonius, peste 300 de senatori și cavaleri implicați au fost executați, deși Lucius a fost cruțat.
Triumviratul a împărțit Imperiul între triumviri: Lepidus a primit conducerea Africii, Antoniu, provinciile orientale, iar Octavian a rămas în Italia și a controlat Hispania și Galia. Al Doilea Triumvirat a expirat în 38 î.Hr., dar a fost reînnoit pentru încă cinci ani. Cu toate acestea, relația dintre Octavian și Antoniu s-a deteriorat, iar Lepidus a fost forțat să se retragă în 36 î.Hr. după ce l-a trădat pe Octavian în Sicilia. Până la sfârșitul Triumviratului, Antoniu locuia în Egiptul Ptolemeic, condus de iubita sa, Cleopatra VII. Relația lui Antoniu cu Cleopatra a fost văzută ca un act de trădare, deoarece ea era regina unei alte țări. În plus, Antoniu a adoptat un stil de viață considerat prea extravagant și elenistic pentru un om de stat roman. După Donările din Alexandria ale lui Antoniu, care i-au acordat Cleopatrei titlul de „Regina Regilor”, iar copiilor lui Antoniu și Cleopatra titluri regale pentru noile teritorii cucerite în Est, a izbucnit războiul între Octavian și Antoniu. Octavian a anihilat forțele egiptene în Bătălia de la Actium în 31 î.Hr. Antoniu și Cleopatra s-au sinucis. Acum, Egiptul a fost cucerit de Imperiul Roman.

### Imperiul – Principatul
În anul 27 î.Hr., la vârsta de 36 de ani, Octavian a devenit singurul conducător al Romei. În acel an, el a luat numele de Augustus. Acest eveniment este considerat de obicei de istorici ca începutul Imperiului Roman. Oficial, guvernul era republican, dar Augustus și-a asumat puteri absolute. Reforma sa guvernamentală a adus o perioadă de două secole, cunoscută în mod colocvial de romani drept Pax Romana.

#### Dinastia Julio-Claudiană
Dinastia Iulio-Claudiană a fost fondată de Augustus. Împărații acestei dinastii au fost Augustus, Tiberius, Caligula, Claudius și Nero. Iulio-Claudienii au început distrugerea valorilor republicane, dar, pe de altă parte, au consolidat statutul Romei ca putere centrală în regiunea mediteraneană. Deși Caligula și Nero sunt amintiți în cultura populară ca împărați disfuncționali, Augustus și Claudius sunt considerați de succes în politică și în armată. Această dinastie a instituit tradiția imperială în Roma și a frustrat orice încercare de a restabili o republică.
Augustus (r. 27 î.Hr. – 14 d.Hr.) a adunat aproape toate puterile republicane sub titlul său oficial, *princeps*, și a diminuat influența politică a clasei senatoriale prin promovarea clasei ecvestre. Senatorii și-au pierdut dreptul de a conduce anumite provincii, precum Egiptul, deoarece guvernatorul acelei provincii era numit direct de împărat. Crearea Gărzii Pretoriene și reformele sale în armată, prin formarea unei armate permanente de 28 de legiuni, i-au asigurat controlul total asupra forțelor militare. Comparativ cu epoca celui de-Al Doilea Triumvirat, domnia lui Augustus ca *princeps* a fost foarte pașnică, ceea ce a dus la sprijinul poporului și al nobilimii romane, sporindu-i influența în treburile politice. Generalii săi, precum Marcus Vipsanius Agrippa, Nero Claudius Drusus și Germanicus, au câștigat respectul poporului și al legiunilor. Augustus intenționa să extindă Imperiul Roman asupra întregii lumi cunoscute, iar în timpul domniei sale Roma a cucerit Cantabria, Aquitania, Raetia, Dalmația, Illyricum și Panonia. Sub domnia lui Augustus, literatura romană a înflorit în ceea ce este cunoscut ca Epoca de Aur a Literaturii Latine. Poeți precum Virgiliu, Horațiu, Ovidiu și Rufus au dezvoltat o literatură bogată și au fost prieteni apropiați ai lui Augustus. Alături de Maecena, el a sponsorizat poezii patriotice, cum ar fi epopeea *Eneida* a lui Virgiliu și lucrări istoriografice precum cele ale lui Liviu. Augustus a continuat reformele calendarului promovate de Caesar, iar luna august îi poartă numele. Augustus a adus o perioadă de prosperitate și pace în Roma, cunoscută sub numele de *Pax Augusta* sau *Pax Romana*. Augustus a murit în anul 14 d.Hr., dar gloria imperiului a continuat și după era sa. Iulio-Claudienii au continuat să conducă Roma după moartea lui Augustus și au rămas la putere până la moartea lui Nero în anul 68 d.Hr. Influențat de soția sa, Livia Drusilla, Augustus l-a numit moștenitor pe fiul ei dintr-o căsătorie anterioară, Tiberius. Senatul a fost de acord cu succesiunea și i-a acordat lui Tiberius aceleași titluri și onoruri care i-au fost acordate odată lui Augustus: titlul de *princeps* și *Pater patriae*, precum și Coroana Civică. Cu toate acestea, Tiberius nu a fost un entuziast al treburilor politice: după un acord cu Senatul, s-a retras la Capri în anul 26 d.Hr. și a lăsat controlul orașului Roma în mâinile prefectului pretorian Sejanus (până în 31 d.Hr.) și Macro (din 31 până în 37 d.Hr.).
Tiberius a murit (sau a fost ucis) în 37 d.Hr. Linia masculină a Iulio-Claudienilor s-a redus la nepotul lui Tiberius, Claudius, la nepotul său Tiberius Gemellus și la strănepotul său Caligula. Cum Gemellus era încă un copil, Caligula a fost ales să conducă imperiul. A fost un lider popular în prima jumătate a domniei sale, dar a devenit un tiran crud și nebun în anii în care a controlat guvernul. Garda Pretoriană l-a asasinat pe Caligula la patru ani după moartea lui Tiberius, iar, cu sprijinul tardiv al senatorilor, l-a proclamat pe unchiul său Claudius noul împărat. Claudius nu a fost la fel de autoritar ca Tiberius și Caligula. Claudius a cucerit Lycia și Tracia; cea mai importantă realizare a sa a fost începutul cuceririi Britanniei. Claudius a fost otrăvit de soția sa, Agrippina cea Tânără, în anul 54 d.Hr. Moștenitorul său a fost Nero, fiul Agrippinei și al unui fost soț al ei, deoarece fiul lui Claudius, Britannicus, nu ajunsese la maturitate la moartea tatălui său.
Nero și-a trimis generalul, Suetonius Paulinus, să invadeze ceea ce este astăzi Țara Galilor, unde a întâmpinat o rezistență puternică. Celții de acolo erau independenți, duri, rezistenți la colectorii de taxe și l-au combătut pe Paulinus pe măsură ce acesta înainta din est spre vest. I-a luat mult timp să ajungă la coasta de nord-vest, iar în anul 60 d.Hr., în cele din urmă, a traversat Strâmtoarea Menai către Insula sacră Mona (Anglesey), ultimul bastion al druizilor. Soldații săi au atacat insula și au masacrat druizii: bărbați, femei și copii, au distrus altarul și pădurile sacre și au aruncat multe dintre pietrele sacre în mare. În timp ce Paulinus și trupele sale masacrau druizii din Mona, triburile din zona de azi East Anglia au declanșat o revoltă condusă de regina Boadicea a icenilor. Rebelii au jefuit și ars Camulodunum, Londinium și Verulamium (azi Colchester, Londra și St Albans) înainte de a fi zdrobiți de Paulinus. Boadicea, la fel ca Cleopatra înaintea ei, s-a sinucis pentru a evita rușinea de a fi plimbată triumfal la Roma. Nero este cunoscut ca primul persecutor al creștinilor și pentru Marele Incendiu din Roma, despre care se zvonea că ar fi fost provocat chiar de împărat. O conspirație împotriva lui Nero în 65 d.Hr., sub Calpurnius Piso, a eșuat, dar în 68 d.Hr., armatele conduse de Julius Vindex în Galia și Servius Sulpicius Galba în Hispania de astăzi s-au revoltat. Părăsit de Garda Pretoriană și condamnat la moarte de senat, Nero s-a sinucis.
Pe măsură ce provinciile romane erau stabilite în toată zona mediteraneană, Italia a păstrat un statut special, ceea ce a făcut-o *domina provinciarum* („stăpâna provinciilor”) și – mai ales în legătură cu primele secole de stabilitate imperială – *rectrix mundi* („guvernatoarea lumii”) și *omnium terrarum parens* („părintele tuturor pământurilor”).

#### Dinastia Flavian
Flavienii au fost a doua dinastie care a condus Roma. Până în anul 68 d.Hr., anul morții lui Nero, nu mai exista nicio șansă de revenire la Republica Romană, așa că trebuia să apară un nou împărat. După tulburările din Anul celor Patru Împărați, Titus Flavius Vespasianus (anglicizat ca Vespasian) a preluat controlul imperiului și a fondat o nouă dinastie. Sub Flavieni, Roma și-a continuat expansiunea, iar statul a rămas stabil. Sub Traian, Imperiul Roman a atins apogeul expansiunii teritoriale. Stăpânirea Romei se întindea acum pe 5 milioane de kilometri pătrați.
Cea mai importantă campanie militară din perioada flaviană a fost asediul și distrugerea Ierusalimului în anul 70 d.Hr. de către Titus. Distrugerea orașului a fost punctul culminant al campaniei romane în Iudeea, în urma revoltei evreilor din anul 66 d.Hr. Al Doilea Templu a fost complet demolat, după care soldații lui Titus l-au proclamat imperator în onoarea victoriei. Ierusalimul a fost jefuit, iar o mare parte din populație a fost ucisă sau dispersată. Iosif Flaviu susține că 1.100.000 de oameni au fost uciși în timpul asediului, dintre care majoritatea erau evrei. 97.000 au fost capturați și înrobiți, inclusiv Simon bar Giora și Ioan din Giscala. Mulți au fugit în zonele din jurul Mediteranei.
Vespasian a fost un general sub Claudius și Nero și a luptat ca comandant în Primul Război Iudeo-Roman. După tulburările din Anul celor Patru Împărați, în 69 d.Hr., patru împărați au fost înscăunați pe rând: Galba, Otho, Vitellius și, în cele din urmă, Vespasian, care a zdrobit forțele lui Vitellius și a devenit împărat. El a reconstruit multe clădiri care erau neterminate, cum ar fi o statuie a lui Apollo și templul lui Divus Claudius ("divinizatul Claudius"), ambele începute de Nero. Clădirile distruse de Marele incendiu din Roma au fost reconstruite, iar el a revitalizat Capitoliul. Vespasian a început construcția Amfiteatrului Flavian, cunoscut sub numele de Colosseum. Istoricii Iosif Flaviu și Pliniu cel Bătrân și-au scris lucrările în timpul domniei lui Vespasian. Vespasian a fost sponsorul lui Iosephus Flavius, iar Pliniu i-a dedicat *Naturalis Historia* lui Titus, fiul lui Vespasian. Vespasian a trimis legiuni să apere frontiera de est din Cappadocia, a extins ocupația în Britannia (Anglia, Țara Galilor și sudul Scoției de astăzi) și a reformat sistemul fiscal. A murit în anul 79 d.Hr.
Titus a devenit împărat în anul 79. El a finalizat Amfiteatrul Flavian, folosind prăzile de război din Primul Război Iudeo-Roman, și a organizat jocuri de victorie care au durat o sută de zile. Aceste jocuri includeau lupte de gladiatori, curse de cai și o bătălie navală spectaculoasă pe terenul inundat al Colosseumului. Titus a murit de febră în anul 81 d.Hr. și a fost succedat de fratele său, Domitian. Ca împărat, Domitian a manifestat caracteristici de tiran. A domnit timp de cincisprezece ani, perioadă în care și-a dobândit o reputație de auto-promovare ca zeu viu. A construit cel puțin două temple în onoarea lui Jupiter, zeitatea supremă în religia romană. A fost asasinat în urma unui complot din cadrul propriei sale case.

#### Dinastia Nerva-Antonine
După asasinarea lui Domițian, Senatul l-a numit rapid pe Nerva ca împărat. Nerva avea o ascendență nobilă și a servit ca sfătuitor pentru Nero și Flavieni. Domnia sa a restabilit multe dintre libertățile tradiționale ale claselor superioare ale Romei, pe care Domițian le încălcase. Dinastia Nerva-Antonină, care a durat din anul 96 până în anul 192 d.Hr., a inclus „cei cinci împărați buni”: Nerva, Traian, Hadrian, Antoninus Pius și Marc Aureliu. Traian, Hadrian, Antoninus Pius și Marcus Aurelius făceau parte din familii italice stabilite în colonii romane din afara Italiei: familiile lui Traian și Hadrian s-au stabilit în Italica (Hispania Baetica), cea a lui Antoninus Pius în Colonia Augusta Nemausensis (Gallia Narbonensis), iar cea a lui Marcus Aurelius în Colonia Claritas Iulia Ucubi (Hispania Baetica). Dinastia Nerva – Antonină s-a încheiat cu Commodus, fiul lui Marcus Aurelius.
Nerva a abdicat și a murit în anul 98 d.Hr., fiind succedat de generalul Traian. Traian este creditat cu restabilirea privilegiilor tradiționale și a drepturilor claselor de rând și senatoriale, despre care istoricii romani de mai târziu susțin că au fost erodate în timpul autocratiei lui Domițian. Traian a purtat trei războaie împotriva dacilor, cucerind teritorii echivalente cu România și Moldova moderne. A inițiat un program ambițios de construcții publice în Roma, inclusiv Forul lui Traian, Piața lui Traian și Columna lui Traian, sub conducerea arhitectului Apolodor din Damasc. A remodelat Pantheonul și a extins Circus Maximus. Când Parția a numit un rege pentru Armenia fără a consulta Roma, Traian a declarat război Parției și l-a destituit pe regele Armeniei. În anul 115, a cucerit orașele Nisibis și Batnae din Mesopotamia de Nord și a organizat o provincie a Mesopotamiei (116) și a emis monede care susțineau că Armenia și Mesopotamia se aflau sub autoritatea poporului roman. În același an, a capturat Seleucia și capitala parților, Ctesifon (lângă Bagdadul modern). După ce a înăbușit o revoltă a parților și o revoltă a evreilor, s-a retras din cauza problemelor de sănătate și a murit în anul 117.
Succesorul său, Hadrian, a retras toate trupele din Parția, Armenia și Mesopotamia (Irakul modern), abandonând cuceririle lui Traian. Armata lui Hadrian a zdrobit o revoltă în Mauretania și revolta lui Bar Kokhba în Iudeea. Aceasta a fost ultima mare revoltă evreiască împotriva romanilor, fiind reprimată cu consecințe masive pentru Iudeea. Sute de mii de evrei au fost uciși. Hadrian a redenumit provincia Iudeea în „Provincia Syria Palaestina”, după unul dintre cei mai urâți inamici ai Iudeei. El a construit fortificații și ziduri, precum celebrul Zid al lui Hadrian, care separa Britannia romană de triburile din Scoția modernă. Hadrian a promovat cultura, în special pe cea greacă. A interzis tortura și a umanizat legile. Proiectele sale de construcție au inclus apeducte, băi, biblioteci și teatre; în plus, a călătorit în aproape toate provinciile Imperiului pentru a evalua condițiile militare și infrastructura.
După moartea lui Hadrian în anul 138 d.Hr., succesorul său, Antoninus Pius, a construit temple, teatre și mausolee, a promovat artele și științele și a oferit onoruri și recompense financiare profesorilor de retorică și filozofie. Odată ce a devenit împărat, Antoninus a făcut puține schimbări inițiale, menținând pe cât posibil aranjamentele stabilite de predecesorul său. Antoninus a extins Britannia romană invadând sudul Scoției de astăzi și construind Zidul Antonin. De asemenea, a continuat politica lui Hadrian de umanizare a legilor. A murit în anul 161 d.Hr.
Marcus Aurelius, cunoscut drept Filosoful, a fost ultimul dintre cei Cinci Împărați Buni. El a fost un filosof stoic și a scris *Meditațiile*. A învins triburile barbare în Războaiele Marcomanice, precum și Imperiul Parth. Co-împăratul său, Lucius Verus, a murit în anul 169 d.Hr., probabil din cauza Ciumei Antonine, o pandemie care a ucis aproape cinci milioane de oameni în Imperiu între anii 165 și 180 d.Hr.
De la Nerva la Marcus Aurelius, imperiul a atins un statut fără precedent. Influența puternică a legilor și a obiceiurilor a cimentat treptat unitatea provinciilor. Toți cetățenii se bucurau și abuzau de avantajele bogăției. Imaginea unei constituții libere a fost păstrată cu respect decent. Senatul roman părea să dețină autoritatea suverană, delegând împăraților toate puterile executive ale guvernului. Gibbon a declarat că domnia acestor „Cinci Împărați Buni” a fost epoca de aur a Imperiului. În această perioadă, Roma a atins cea mai mare întindere teritorială.
Commodus, fiul lui Marcus Aurelius, a devenit împărat după moartea tatălui său. Nu este considerat unul dintre cei Cinci Împărați Buni, datorită legăturii de sânge directe cu ultimul împărat; în plus, el a fost militar pasiv. Cassius Dio identifică domnia sa drept începutul decadenței romane: „(Roma s-a transformat) dintr-un regat de aur într-unul de fier și rugină.”

#### Dinastia Severan
Commodus a fost ucis de o conspirație care i-a implicat pe Quintus Aemilius Laetus și pe soția sa, Marcia, la sfârșitul anului 192 d.Hr. Anul următor este cunoscut ca Anul celor Cinci Împărați, perioadă în care Helvius Pertinax, Didius Julianus, Pescennius Niger, Clodius Albinus și Septimius Severus au deținut demnitatea imperială. Pertinax, un membru al senatului care fusese unul dintre oamenii de încredere ai lui Marcus Aurelius, a fost ales de Laetus și a guvernat cu vigoare și înțelepciune. Curând însă, Laetus a devenit gelos și a instigat uciderea lui Pertinax de către Garda Pretoriană, care a scos apoi imperiul la licitație pentru cel mai mare ofertant, Didius Julianus, contra sumei de 25.000 de sesterți de om. Poporul Romei a fost îngrozit și a făcut apel la legiunile de la frontieră pentru a-i salva. Legiunile din trei provincii de frontieră — Britannia, Pannonia Superior și Siria — au fost nemulțumite că au fost excluse de la „donativ” și au răspuns declarându-și propriii generali ca împărați. Lucius Septimius Severus Geta, comandantul pannonian, a mituit forțele opuse, a grațiat Garda Pretoriană și s-a instalat ca împărat. El și succesorii săi au guvernat cu sprijinul legiunilor. Schimbările în moneda și cheltuielile militare au fost rădăcina crizei financiare care a marcat Criza Secolului al Treilea. Severus a fost întronat după ce a invadat Roma și l-a ucis pe Didius Iulianus.
Severus a încercat să revigoreze totalitarismul și, adresându-se poporului și Senatului roman, a lăudat severitatea și cruzimea lui Marius și Sulla, ceea ce i-a îngrijorat pe senatori. Când Parția a invadat teritoriul roman, Severus a purtat cu succes război împotriva acelei țări. În ciuda acestui succes militar, Severus a eșuat în tentativa sa de a cuceri Hatra, un oraș arab bogat. Severus și-a ucis legatul, care câștiga respectul legiunilor, iar soldații săi au căzut victime foametei. După această campanie dezastruoasă, s-a retras. Severus a intenționat de asemenea să cucerească întreaga Britannia. Pentru a realiza acest lucru, a purtat război împotriva caledonienilor. După multe pierderi în rândul armatei, cauzate de terenul dificil și de ambuscadele barbarilor, Severus însuși a mers pe câmpul de luptă. Cu toate acestea, s-a îmbolnăvit și a murit în anul 211 d.Hr., la vârsta de 65 de ani.
După moartea lui Severus, fiii săi Caracalla și Geta au fost numiți împărați. Caracalla și-a ucis fratele, un tânăr, în brațele mamei lor și se crede că a omorât 20.000 dintre susținătorii lui Geta. La fel ca tatăl său, Caracalla era războinic. A continuat politica lui Severus și a câștigat respectul legiunilor. Știind că cetățenii Alexandriei nu îl agreau și îi denigrau caracterul, Caracalla a organizat un banchet pentru cetățenii de seamă, după care soldații săi i-au ucis pe toți invitații. Din siguranța templului lui Sarapis, el a orchestrat apoi un măcel nediscriminat al locuitorilor din Alexandria. În anul 212, a emis Edictul lui Caracalla, prin care acorda cetățenie romană deplină tuturor bărbaților liberi care trăiau în imperiu, cu excepția *dediticii*, oameni care deveniseră supuși Romei prin capitularea în război, și a sclavilor eliberați.
Mary Beard consideră acest edict drept un punct de cotitură fundamental, după care Roma a devenit „practic un nou stat care se masca sub un nume vechi”.
Macrinus a conspirat pentru a-l asasina pe Caracalla prin intermediul unui soldat al său, în timpul unui pelerinaj la Templul Lunii din Carrhae, în anul 217 d.Hr. Macrinus a preluat puterea, dar curând s-a retras în est, la Antiohia. Domnia sa scurtă s-a încheiat în anul 218, când tânărul Bassianus, mare preot al templului Soarelui din Emesa și presupus fiu nelegitim al lui Caracalla, a fost declarat împărat de către soldații nemulțumiți ai lui Macrinus. El a adoptat numele Antoninus, dar istoria l-a numit după zeul său solar Elagabalus, reprezentat pe Pământ sub forma unei mari pietre negre. Un conducător incompetent și lasciv, Elagabalus i-a ofensat pe toți, cu excepția favoriților săi. Cassius Dio, Herod Antipași *Historia Augusta* oferă multe relatări despre extravaganțele sale notoriuase. Elagabalus și-a adoptat vărul, Severus Alexander, ca Caesar, dar ulterior a devenit gelos și a încercat să-l asasineze. Totuși, Garda Pretoriană l-a preferat pe Alexander, l-a ucis pe Elagabalus, i-a târât cadavrul mutilat prin străzile Romei și l-a aruncat în Tibru. Severus Alexander i-a succedat.
Alexander a purtat război împotriva multor dușmani, inclusiv împotriva Persiei revitalizate și a popoarelor germanice, care invadaseră Galia. Pierderile sale au generat nemulțumire în rândul soldaților săi, iar unii dintre ei l-au asasinat în timpul campaniei sale împotriva germanilor, în anul 235 d.Hr.

#### Criza secolului al treilea
Un scenariu dezastruos a apărut după moartea lui Alexandru Sever: statul roman a fost afectat de războaie civile, invazii externe, haos politic, pandemii și depresie economică. Valorile vechi ale Romei căzuseră, iar mithraismul și creștinismul începuseră să se răspândească printre populație. Împărații nu mai erau bărbați legați de nobilime; de obicei, proveneau din clasele inferioare ale unor părți îndepărtate ale Imperiului. Acești oameni au ajuns la putere prin gradele militare și au devenit împărați prin războaie civile.
Au fost 26 de împărați într-o perioadă de 49 de ani, un semnal clar al instabilității politice. Maximinus Thrax a fost primul conducător din acea vreme, guvernând doar trei ani. Alții au condus doar câteva luni, precum Gordian I, Gordian al II-lea, Balbinus și Hostilian. Populația și frontierele au fost abandonate, deoarece împărații erau preocupați în principal de înfrângerea rivalilor și consolidarea puterii lor. Economia a suferit și ea: cheltuielile militare masive din timpul Severilor au cauzat o devalorizare a monedelor romane. Hiperinflația a apărut și ea în această perioadă. Ciuma lui Ciprian a izbucnit în anul 250 și a ucis o mare parte a populației. În anul 260 d.Hr., provinciile Siria Palestina (regiune), Asia Mică și Egipts-au separat de restul statului roman pentru a forma Imperiul Palmyren, condus de regina Zenobia, cu centrul în Palmyra. În același an, Imperiul Galic a fost creat de Postumus, păstrând Britannia și Galia. Aceste țări s-au separat de Roma după capturarea împăratului Valerian de către sasanizii Persiei, primul conducător roman capturat de dușmanii săi; un fapt umilitor pentru romani.
Criza a început să se retragă în timpul domniilor lui Claudius Gothicus (268–270), care i-a învins pe invadatorii goți, și a lui Aurelian (271–275), care a recucerit atât Imperiul Galic, cât și Imperiul Palmyren. Criza a fost depășită în timpul domniei lui Dioclețian.

### Imperiul – Tetrarhia

#### Dioclețian
În anul 284 d.Hr., Dioclețian a fost proclamat Imperator de armata estică. Dioclețian a vindecat imperiul de criză prin schimbări politice și economice. O nouă formă de guvernare a fost stabilită: Tetrarhia. Imperiul a fost împărțit între patru împărați, doi în Vest și doi în Est. Primii tetrarhi au fost Dioclețian (în Est), Maximian (în Vest), și doi împărați juniori, Galerius (în Est) și Flavius Constanțiu (în Vest). Pentru a ajusta economia, Dioclețian a implementat mai multe reforme fiscale.
Dioclețian i-a expulzat pe perșii care jefuiseră Siria și a învins câteva triburi barbare împreună cu Maximian. El a adoptat multe comportamente ale monarhilor din Orient. Oricine se afla în prezența împăratului trebuia acum să se prosterneze—un act comun în Orient, dar niciodată practicat anterior la Roma. Dioclețian nu a folosit o formă mascată de republică, așa cum făcuseră ceilalți împărați de la Augustus încoace. Între 290 și 330, o jumătate de duzină de noi capitale au fost stabilite de membrii Tetrarhiei, oficial sau nu: Antiohia, Nicomedia, Thessaloniki, Sirmium, Milanoși Trier. Dioclețian a fost, de asemenea, responsabil pentru o persecuție semnificativă a creștinilor. În anul 303, el și Galerius au început persecuția, ordonând distrugerea tuturor bisericilor și scripturilor creștine și interzicând închinarea creștină. Dioclețian a abdicat în anul 305 d.Hr. împreună cu Maximian, devenind astfel primul împărat roman care a renunțat la tron. Domnia sa a pus capăt formei tradiționale de guvernare imperială, Principatul (de la „princeps”), și a început Tetrarhia.

#### Constantin și creștinismul
Constantin a preluat imperiul ca tetrarh în 306. El a purtat numeroase războaie împotriva celorlalți tetrarhi. Mai întâi l-a învins pe Maxențiu în 312. În 313, a emis Edictul de la Milano, care acorda libertate creștinilor de a-și practica religia. Constantin s-a convertit la creștinism, impunând credința creștină. El a început creștinarea Imperiului și a Europei—un proces finalizat de Biserica Catolică în Evul Mediu. A fost învins de franci și alamani în perioada 306–308. În 324 l-a învins pe un alt tetrarh, Licinius, și a controlat întregul imperiu, așa cum era înainte de Dioclețian. Pentru a sărbători victoriile sale și relevanța creștinismului, a reconstruit Bizanțul și l-a redenumit Nova Roma („Noua Romă”); dar orașul a primit rapid numele neoficial de Constantinopol („Orașul lui Constantin”).
Domnia lui Iulian, care, sub influența consilierului său Mardonius, a încercat să restaureze religia clasică romană și elenistică, a întrerupt doar pentru scurt timp succesiunea împăraților creștini. Constantinopolul a servit drept noua capitală a Imperiului. De fapt, Roma își pierduse importanța centrală încă de la Criza Secolului al Treilea—Mediolanum a fost capitala vestică din 286 până în 330, până în timpul domniei lui Honorius, când Ravenna a devenit capitală în secolul al V-lea. Reformele administrative și monetare ale lui Constantin, care au reunit Imperiul sub un singur împărat și au reconstruit orașul Bizanț ca Nova Roma Constantinopol, au marcat o schimbare majoră în perioada de apogeu a lumii antice.

### Căderea Imperiului Roman de Apus
La sfârșitul secolelor IV și V, Imperiul Roman de Apus a intrat într-o fază critică, care s-a încheiat cu căderea sa. Sub ultimii împărați ai dinastiei constantiniene și valentiniene, Roma a pierdut bătălii decisive împotriva Imperiului Sasanid și a barbarilor germanici: în 363, împăratul Iulian Apostatul a fost ucis în Bătălia de la Samarra împotriva perșilor, iar bătălia de la Adrianopol a costat viața împăratului Valens (364–378); goții victorioși nu au fost niciodată expulzați din imperiu, nici asimilați. Următorul împărat, Teodosiu I (379–395), a întărit și mai mult credința creștină, iar după moartea sa, imperiul a fost împărțit în Imperiul Roman de Răsărit, condus de Arcadius, și Imperiul Roman de Apus, condus de  Honorius, ambii fii ai lui Teodosiu. Situația a devenit mai critică în 408, după moartea lui Stilicho, un general care a încercat să reunifice imperiul și să respingă invaziile barbare în primii ani ai secolului al V-lea. Armata profesionistă a colapsat. În 410, dinastia teodosiană a asistat la prădarea Romei de către vizigoți.
În timpul secolului al V-lea, Imperiul de Apus a experimentat o reducere semnificativă a teritoriului său. Vandalii au cucerit Africa de Nord, vizigoții au revendicat sudul Galiei, Gallaecia a fost ocupată de suebi, Britania a fost abandonată de guvernul central, iar imperiul a suferit noi invazii din partea lui Attila, conducătorul hunilor. Generalul Orestes a refuzat să îndeplinească cererile „aliaților” barbari care acum formau armata și a încercat să-i expulzeze din Italia. Nemulțumiți de aceasta, șeful lor, Odoacru, l-a învins și ucis pe Orestes, a invadat Ravenna și l-a detronat pe Romulus Augustus, fiul lui Orestes. Acest eveniment din 476 este, de obicei, considerat sfârșitul Antichității clasice și începutul Evului Mediu. Nobilul roman și fostul împărat Iulius Nepos a continuat să domnească ca împărat din Dalmația chiar și după detronarea lui Romulus Augustus, până la moartea sa în 480. Unii istorici îl consideră pe Iulius Nepos drept ultimul împărat al Imperiului de Apus, în locul lui Romulus Augustus.
După 1200 de ani de independență și aproape 700 de ani ca mare putere, stăpânirea Romei în Apus s-a încheiat. Au fost propuse diverse motive pentru căderea Romei, inclusiv pierderea republicanismului, decăderea morală, tirania militară, războiul de clasă, sclavia, stagnarea economică, schimbările de mediu, bolile, declinul rasei romane, precum și fluxul și refluxul inevitabil prin care trec toate civilizațiile. Imperiul de Răsărit a supraviețuit aproape 1000 de ani după căderea omologului său occidental și a devenit cel mai stabil regat creștin din Evul Mediu. În secolul al VI-lea, Iustinian a recucerit peninsula italiană de la ostrogoți, Africa de Nord de la vandali și sudul Hispaniei de la vizigoți. Dar, la câțiva ani după moartea lui Iustinian, posesiunile romane (bizantine) din Italia au fost reduse semnificativ de longobarzi, care s-au stabilit în peninsulă.
În est, parțial din cauza efectelor slăbitoare ale ciumei lui Iustinian și a unei serii de războaie devastatoare împotriva Imperiului Sasanid persan, romanii bizantini au fost amenințați de ascensiunea islamului. Următorii săi adepți au cucerit rapid Levantul, Armenia și Egiptul în timpul războaielor arabo-bizantine și au prezentat în curând o amenințare directă pentru Constantinopol. În secolul următor, arabii au cucerit sudul Italiei și Sicilia. În vest, populațiile slave au pătruns adânc în Balcani.
Cu toate acestea, romanii bizantini au reușit să oprească extinderea islamică în teritoriile lor în secolul al VIII-lea și, începând cu secolul al IX-lea, au recâștigat părți din teritoriile cucerite. În anul 1000, Imperiul de Răsărit se afla la apogeu: Vasile al II-lea a recucerit Bulgaria și Armenia, iar cultura și comerțul au înflorit. Totuși, curând după aceea, această expansiune a fost brusc oprită în 1071, cu înfrângerea bizantinilor în bătălia de la Manzikert. Consecințele acestei bătălii au trimis imperiul într-o perioadă prelungită de declin. Două decenii de lupte interne și invazii turcice l-au determinat în cele din urmă pe împăratul Alexie I Comnenul să trimită un apel de ajutor regatelor din Europa de Vest în 1095. Vestul a răspuns prin Cruciade, ceea ce a dus în cele din urmă la prădarea Constantinopolului de către participanții la a patra cruciadă. Cucerirea Constantinopolului în 1204 a fragmentat ceea ce mai rămăsese din imperiu în state succesoare; în cele din urmă, învingătorul a fost Imperiul de la Niceea. După recucerirea Constantinopolului de către forțele imperiale, imperiul a devenit puțin mai mult decât un stat grecesc limitat la coasta Mării Egee. Imperiul Roman de Răsărit (Bizantin) s-a prăbușit când Mahomed Cuceritorul a cucerit Constantinopolul la 29 mai 1453.

## Societate

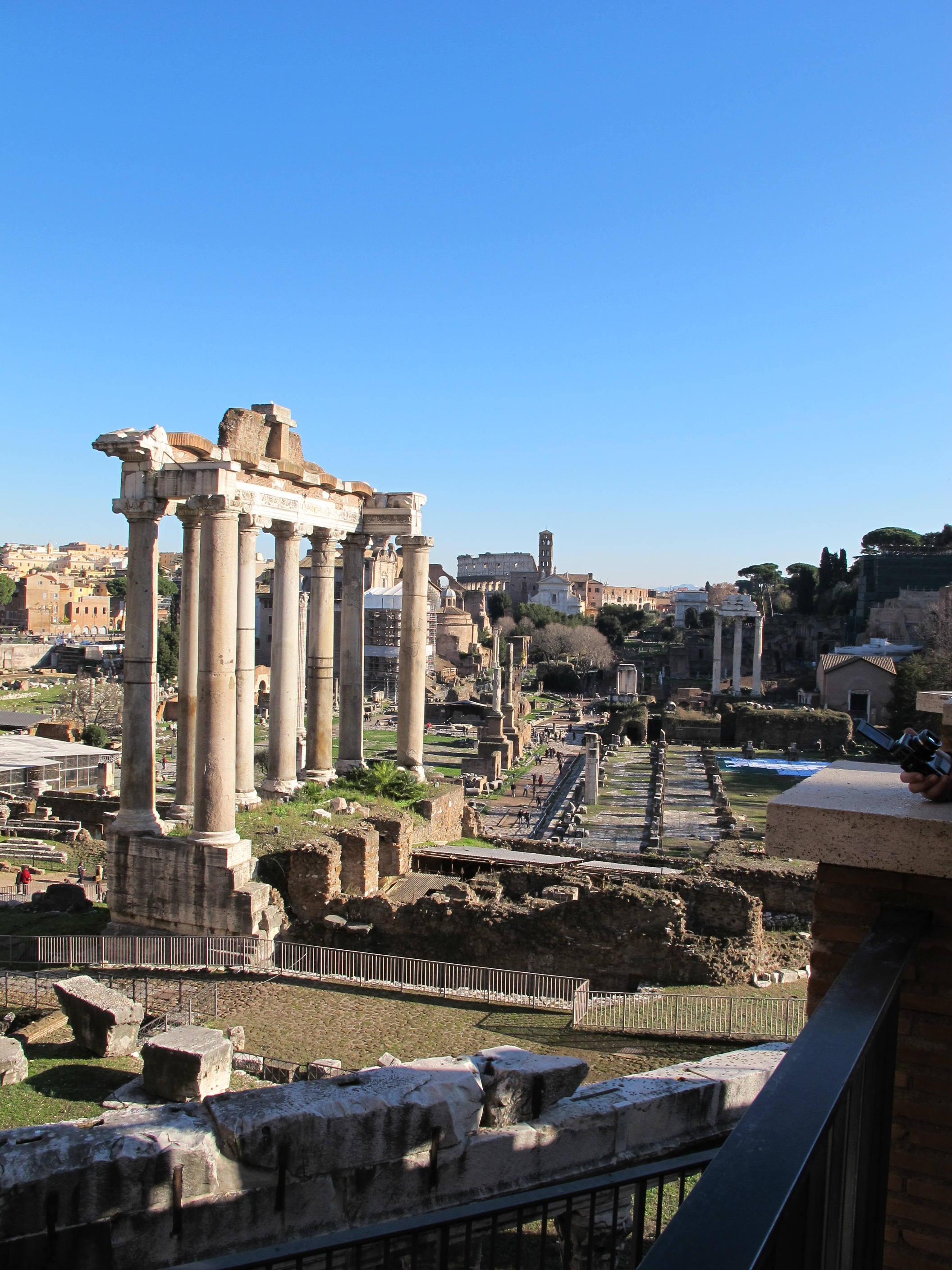
Forumul Roman, centrul politic, economic, cultural și religios al orașului în perioada Republicii și, ulterior, a Imperiului.

Orașul imperial Roma era cel mai mare centru urban din imperiu, cu o populație estimată variabil între 450.000 și aproape un milion. Aproximativ 20% din populația aflată sub jurisdicția Romei antice (25-40%, în funcție de standardele utilizate, în Italia romană) trăia în numeroase centre urbane, cu o populație de 10.000 sau mai mult, și în câteva așezări militare, o rată foarte ridicată de urbanizare după standardele preindustriale. Majoritatea acestor centre aveau un forum, temple și alte clădiri similare celor din Roma. Speranța medie de viață în perioada Imperiului de Mijloc era de aproximativ 26-28 de ani.

### Dreptul
Spre deosebire de cele mai multe popoare ale Antichității, dreptul roman era unul extrem de dezvoltat, în multe situații fiind asemănător cu sistemele de drept care vor reapărea în Europa în mileniile următoare, și care există până în prezent. Pentru societatea romană, dreptul civil, dreptul penal și dreptul administrativ au fost din totdeauna separate, bucurându-se de un regim juridic special, unic pentru fiecare ramură în parte.
Rădăcinile principiilor și practicilor juridice ale romanilor pot fi urmărite cu siguranță începând de la Legile celor XII table, promulgată în 449 î.Hr., și până la codificarea legii emisă prin ordinul sfântului Împărat Iustinian I cel Mare în jurul anului 530 d.Hr., lucrare cunoscută drept Corpus Juris Civilis. Dreptul roman, așa cum a fost păstrat în codurile lui Iustinian, a continuat să fie aplicat în Imperiul Roman de Răsărit și a stat la baza unor codificări similare în Europa de Vest continentală.
Legile celor XII table reprezintă unele dintre cele mai timpurii reglementări pe care le cunoaștem în detaliu. Cu textul nu ni s-a păstrat în forma sa autentică, conținutul acestora este cunoscut. De notat este prezența la finalul acesteia a unei prevederi care stipula faptul că "poporul are comanda finală". Acest fapt este unul semnificativ, deoarece aceasta portretizează cea mai mare diferență dintre dreptul roman și dreptul grec antic: pentru romani, dreptul era o chestiune ce în timp putea crește, se putea dezvolta, în funcție de voința populară. Această remarcă reprezintă de asemenea un motiv privitor la ezitarea romanilor de a-și codifica legile până 1000 de ani mai târziu.
Principalele diviziuni ale dreptului Romei antice, așa cum sunt conținute în codurile de legi ale lui Iustinian și Theodosius, erau *Jus civile*, *Jus gentium* și *Jus naturale*. *Jus civile* („Dreptul cetățenilor”) era ansamblul de legi comune care se aplicau cetățenilor romani. *Praetores urbani* (sing. *Praetor Urbanus*) erau cei care aveau jurisdicție asupra cazurilor care implicau cetățeni. *Jus gentium* („Dreptul națiunilor”) era ansamblul de legi comune care se aplicau străinilor și interacțiunilor acestora cu cetățenii romani. *Praetores peregrini* (sing. *Praetor Peregrinus*) erau cei care aveau jurisdicție asupra cazurilor care implicau cetățeni și străini. *Jus naturale* includea dreptul natural, ansamblul de legi considerate comune tuturor ființelor.

### Structura clasei

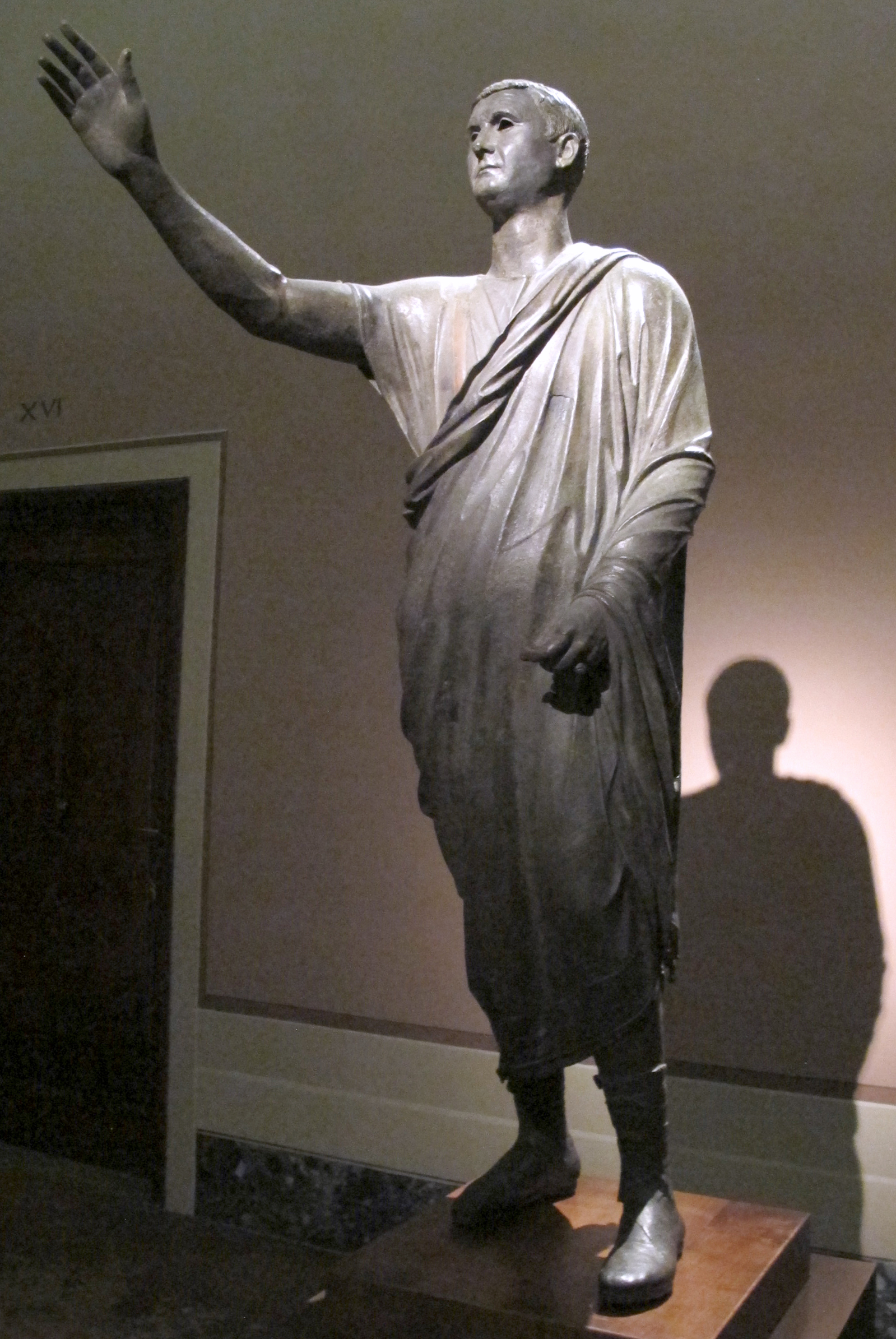
Oratorul, cca. 100 î.Hr., de la Muzeul Național de Arheologie din Florența, Italia, o statuie de bronz etrusco-romană care îl înfățișează pe Aule Metele (latină: Aulus Metellus), un etrusc purtând o togă romană în timpul unui discurs; statuia are o inscripție în limba etruscă.

Societatea romană este în general privită ca fiind ierarhică, având sclavii (*servi*) la baza acesteia, libertii (*liberti*) deasupra lor și cetățenii născuți liberi (*cives*) în vârf. Cetățenii liberi erau subdivizați în funcție de clasă. Cea mai largă și cea mai timpurie diviziune era între patricieni, care își puteau urmări descendența până la unul dintre cei 100 de patriarhi de la fondarea orașului, și plebei, care nu puteau face acest lucru. Aceasta a devenit mai puțin importantă în perioada târzie a Republicii, deoarece unele familii plebee au devenit bogate și au intrat în politică, în timp ce unele familii patriciene au decăzut economic. Oricine, fie patrician, fie plebeu, care avea un consul printre strămoși era considerat nobil (*nobilis*); un bărbat care era primul din familia sa care deținea consulatul, precum Marius sau Cicero, era cunoscut ca un *novus homo* („om nou”) și înnobila urmașii săi. Descendența patriciană, totuși, conferea încă un prestigiu considerabil, iar multe funcții religioase rămâneau rezervate patricienilor.
O diviziune de clasă bazată inițial pe serviciul militar a devenit mai importantă. Apartenența la aceste clase era determinată periodic de cenzori, în funcție de proprietate. Cei mai bogați erau clasa senatorială, care domina politica și comanda armata. Apoi urmau ecveștrii (*equites*, uneori tradus „cavaleri”), inițial cei care își puteau permite un cal de război, și care formau o puternică clasă mercantilă. Alte câteva clase, bazate inițial pe echipamentul militar pe care membrii lor și-l puteau permite, urmau, iar la baza ierarhiei se aflau *proletarii*, cetățeni care nu aveau altă proprietate decât copiii lor. Înainte de reformele lui Marius, aceștia erau ineligibili pentru serviciul militar și sunt adesea descriși ca fiind puțin deasupra sclavilor eliberați în ceea ce privește averea și prestigiul.
Puterea de vot în Republică depindea de clasă. Cetățenii erau înrolați în „triburi” de vot, însă triburile claselor mai bogate aveau mai puțini membri decât cele ale claselor mai sărace, toți *proletarii* fiind înrolați într-o singură trib. Votarea se făcea în ordinea claselor, de la cele superioare în jos, și se oprea imediat ce majoritatea triburilor fusese atinsă, astfel încât clasele mai sărace erau adesea incapabile să-și exercite dreptul de vot.
Femeile în Roma antică împărtășeau câteva drepturi de bază cu bărbații lor, dar nu erau considerate pe deplin cetățeni și, prin urmare, nu aveau voie să voteze sau să participe la politică. În același timp, drepturile limitate ale femeilor au fost treptat extinse (datorită emancipării), iar acestea au obținut libertatea față de *pater familias*, au câștigat drepturi de proprietate și chiar mai multe drepturi juridice decât soții lor, dar totuși fără drept de vot și erau absente din politică.
Orașele aliate străine primeau adesea Drepturi Latine, un nivel intermediar între cetățenii deplini și străini (*peregrini*), care oferea cetățenilor lor drepturi sub legea romană și permitea magistraților lor principali să devină cetățeni romani deplini. Deși existau diferite grade de drepturi latine, principala diviziune era între cei *cum suffragio* („cu drept de vot”; înrolați într-o trib romană și capabili să participe la *comitia tributa*) și *sine suffragio* („fără drept de vot”; nu puteau participa la politica romană). Majoritatea aliaților italieni ai Romei au primit cetățenie deplină după Războiul Social din 91-88 î.Hr., iar cetățenia romană deplină a fost extinsă tuturor bărbaților născuți liberi din Imperiu de către Caracalla în 212, cu excepția *dediticii*, oameni care deveniseră supuși Romei prin capitulare în război, și a sclavilor eliberați.

### Educație

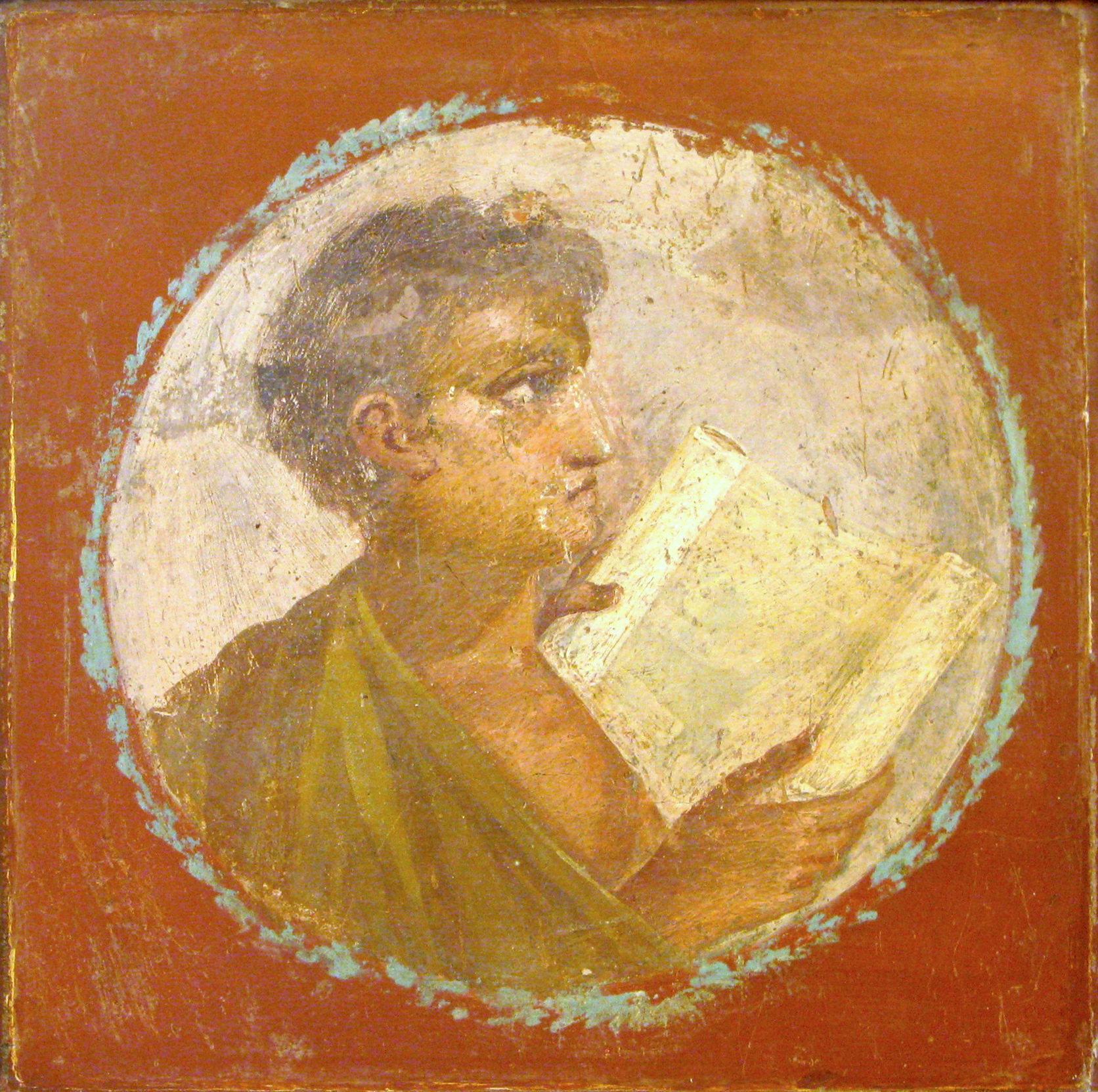
Frescă romană portretizând un tânăr cu un sul de papirus, din Herculaneum, secolul I d.Hr.

În perioada Republicii timpurii, nu existau școli publice, așa că băieții erau învățați să citească și să scrie de către părinții lor sau de sclavi educați, numiți *paedagogi*, de obicei de origine greacă. Scopul principal al educației în această perioadă era să pregătească tinerii în agricultură, război, tradiții romane și afaceri publice. Băieții învățau multe despre viața civică însoțindu-și tații la funcții religioase și politice, inclusiv la Senat, în cazul fiilor de nobili. Fiii de nobili erau dați ca ucenici unei figuri politice importante la vârsta de 16 ani și luptau alături de armată de la vârsta de 17 ani. Practicile educaționale au fost modificate după cucerirea regatelor elenistice în secolul al III-lea î.Hr. și influența grecească rezultată, deși practicile educaționale romane erau încă foarte diferite de cele grecești.
Dacă părinții lor își permiteau, băieții și unele fete, la vârsta de 7 ani, erau trimiși la o școală privată în afara casei, numită *ludus*, unde un învățător (numit *litterator* sau *magister ludi*, și adesea de origine greacă) îi învăța citire, scriere, aritmetică și uneori greacă, până la vârsta de 11 ani.
De la vârsta de 12 ani, elevii mergeau la școli secundare, unde profesorul (acum numit *grammaticus*) îi învăța despre literatura greacă și romană. La vârsta de 16 ani, unii elevi mergeau la școala de retorică (unde profesorul, de obicei grec, era numit *rhetor*). Educația la acest nivel pregătea elevii pentru cariere juridice și cerea ca aceștia să memoreze legile Romei.

### Guvern

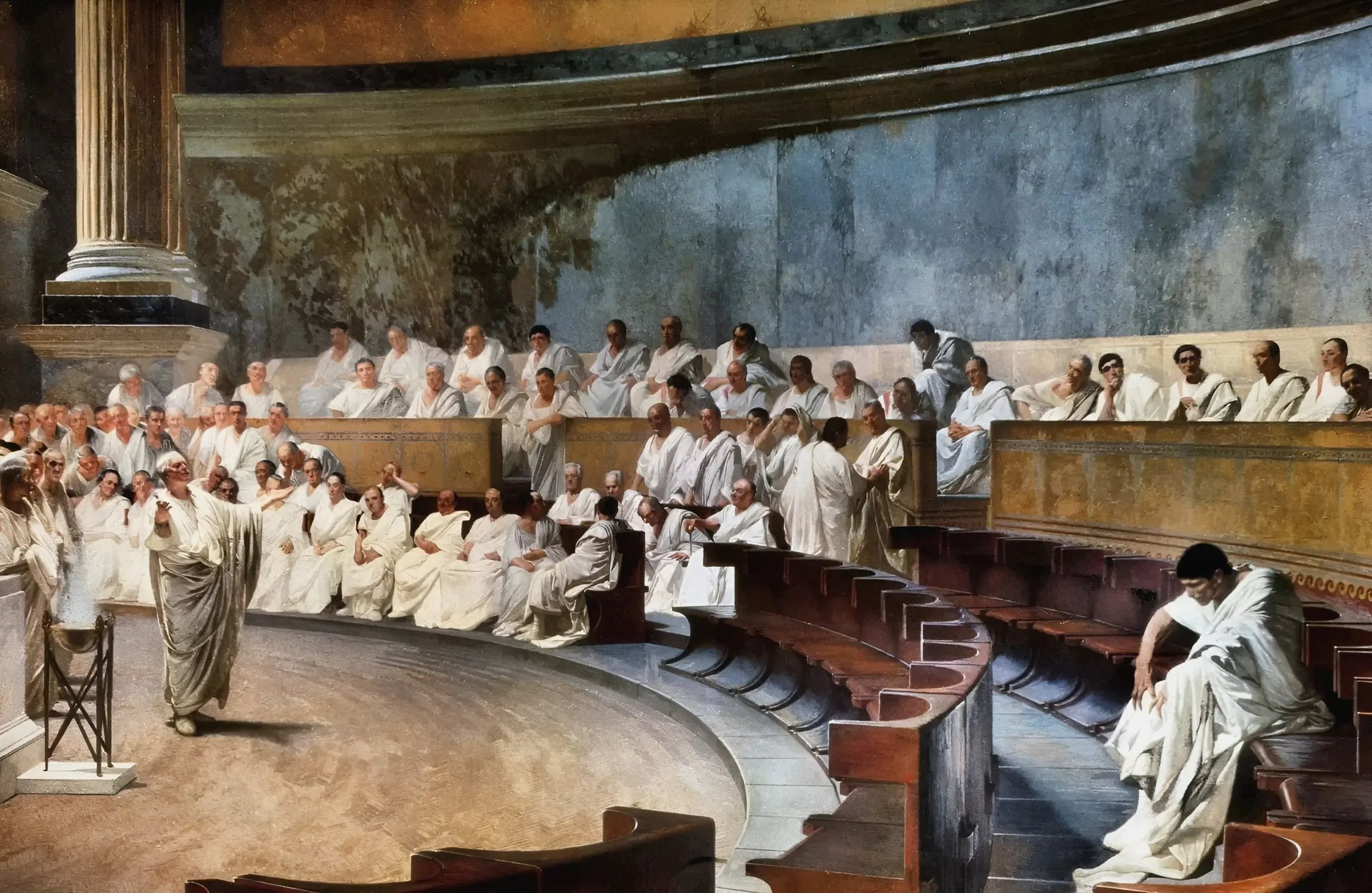
Reprezentare a unei ședințe a Senatului Roman: Cicero îl atacă pe Catilina, dintr-o frescă din secolul al XIX-lea realizată de Cesare Maccari, în Palazzo Madama, sediul Senatului Italiei.

Inițial, Roma era condusă de regi, care erau aleși pe rând din fiecare dintre triburile majore ale Romei. Natura exactă a puterii regelui este incertă. Este posibil ca el să fi deținut o putere aproape absolută sau să fi fost doar executivul principal al Senatului și al poporului. În chestiuni militare, autoritatea regelui (*Imperium*) era probabil absolută. De asemenea, el era șeful religiei de stat. În plus față de autoritatea regelui, existau trei adunări administrative: Senatul, care acționa ca un corp consultativ pentru rege; *Comitia Curiata*, care putea aproba și ratifica legile sugerate de rege; și *Comitia Calata*, o adunare a colegiului preoțesc care putea convoca poporul pentru a asista la anumite acte, a auzi proclamații și a declara calendarul sărbătorilor pentru luna următoare. Luptele de clasă din Republica Romană au dus la un amestec neobișnuit de democrație și oligarhie. Cuvântul „republică” provine din latinul *res publica*, care se traduce literal prin „afacere publică”. Legile romane puteau fi adoptate doar prin votul Adunării Populare (*Comitia Tributa*). De asemenea, candidații pentru funcțiile publice trebuiau să fie aleși de popor. Cu toate acestea, Senatul roman reprezenta o instituție oligarhică, care acționa ca un corp consultativ.
În Republică, Senatul deținea autoritatea reală (*auctoritas*), dar nu avea putere legislativă propriu-zisă; tehnic, era doar un consiliu consultativ. Totuși, deoarece senatorii erau individual foarte influenți, era dificil să se realizeze ceva împotriva voinței colective a Senatului. Noii senatori erau aleși dintre cei mai realizați patricieni de către cenzori (*Censura*), care puteau, de asemenea, să înlăture un senator din funcția sa dacă era considerat „corupt moral”; o acuzație care putea include mita sau, ca în cazul lui Cato cel Bătrân, îmbrățișarea soției în public. Mai târziu, sub reformele dictatorului Sulla, chestorii au devenit membri automați ai Senatului, deși majoritatea reformelor sale nu au supraviețuit.
Republica nu avea o birocrație fixă și colecta taxe prin practica arendării fiscale. Funcțiile guvernamentale, precum chestor, edil sau prefect, erau finanțate de titularul funcției. Pentru a preveni ca un cetățean să obțină prea multă putere, noii magistrați erau aleși anual și trebuiau să împartă puterea cu un coleg. De exemplu, în condiții normale, cea mai înaltă autoritate era deținută de doi consuli. În caz de urgență, se putea numi un dictator temporar. De-a lungul Republicii, sistemul administrativ a fost revizuit de mai multe ori pentru a se conforma noilor cerințe. În cele din urmă, s-a dovedit ineficient pentru controlul domeniului în continuă expansiune al Romei, contribuind la stabilirea Imperiului Roman.
În Imperiul timpuriu, se păstra aparența unei forme republicane de guvernare. Împăratul roman era prezentat doar ca un *princeps* sau „primul cetățean”, iar Senatul a câștigat putere legislativă și toată autoritatea legală deținută anterior de adunările populare. Totuși, domnia împăraților a devenit din ce în ce mai autocratică, iar Senatul a fost redus la un organism consultativ numit de împărat. Imperiul nu a moștenit o birocrație organizată de la Republică, deoarece Republica nu avea structuri guvernamentale permanente, în afară de Senat. Împăratul numea asistenți și consilieri, dar statul nu dispunea de multe instituții, cum ar fi un buget central planificat. Unii istorici au citat acest lucru drept un motiv semnificativ pentru declinul Imperiului Roman.

### Armata

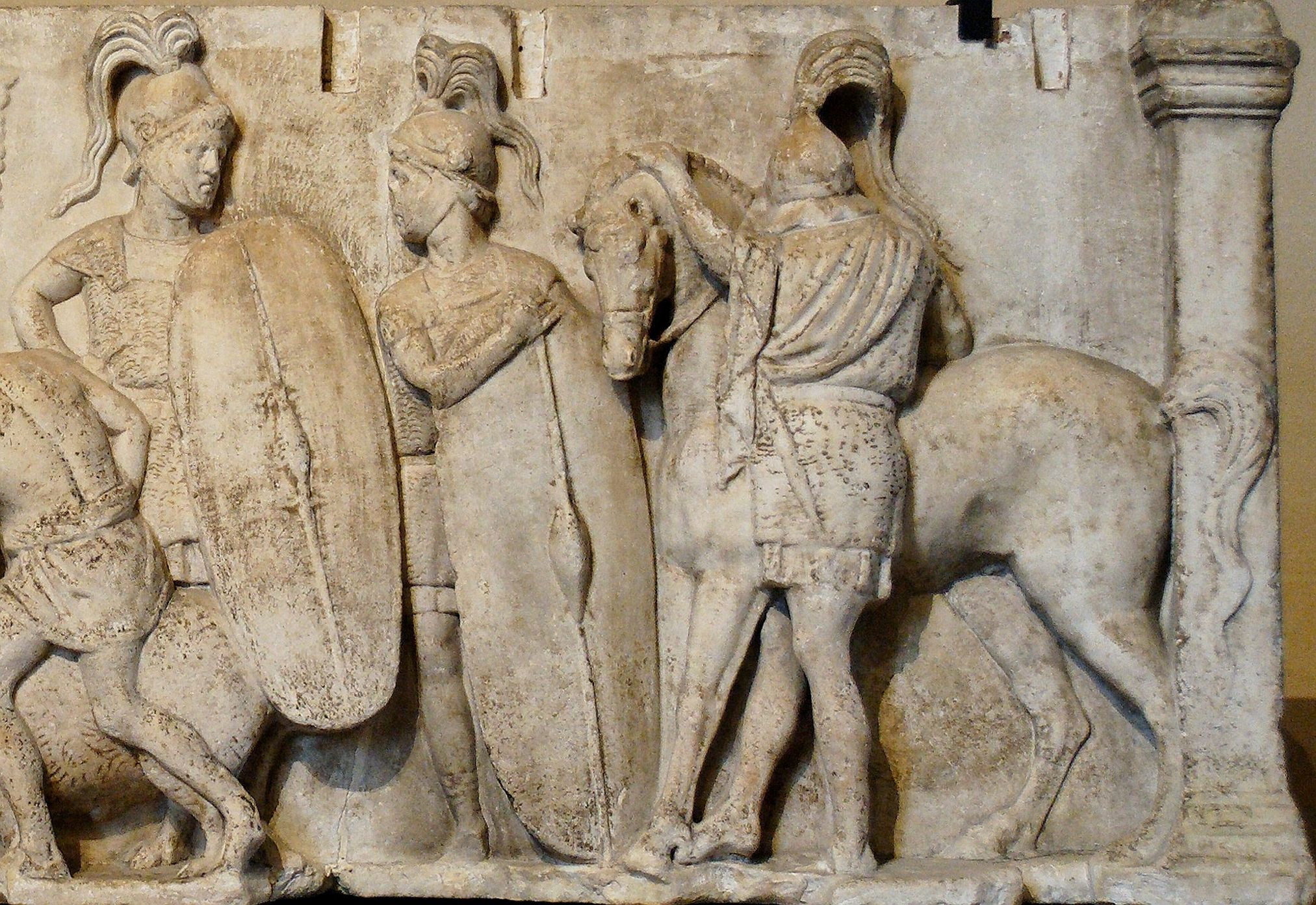
Altarul lui Domitius Ahenobarbus, cca. 122 î.Hr.; altarul înfățișează doi infanteriști romani echipați cu scuturi lungi și un cavaler împreună cu calul său. Toți sunt reprezentați purtând armuri din zale.

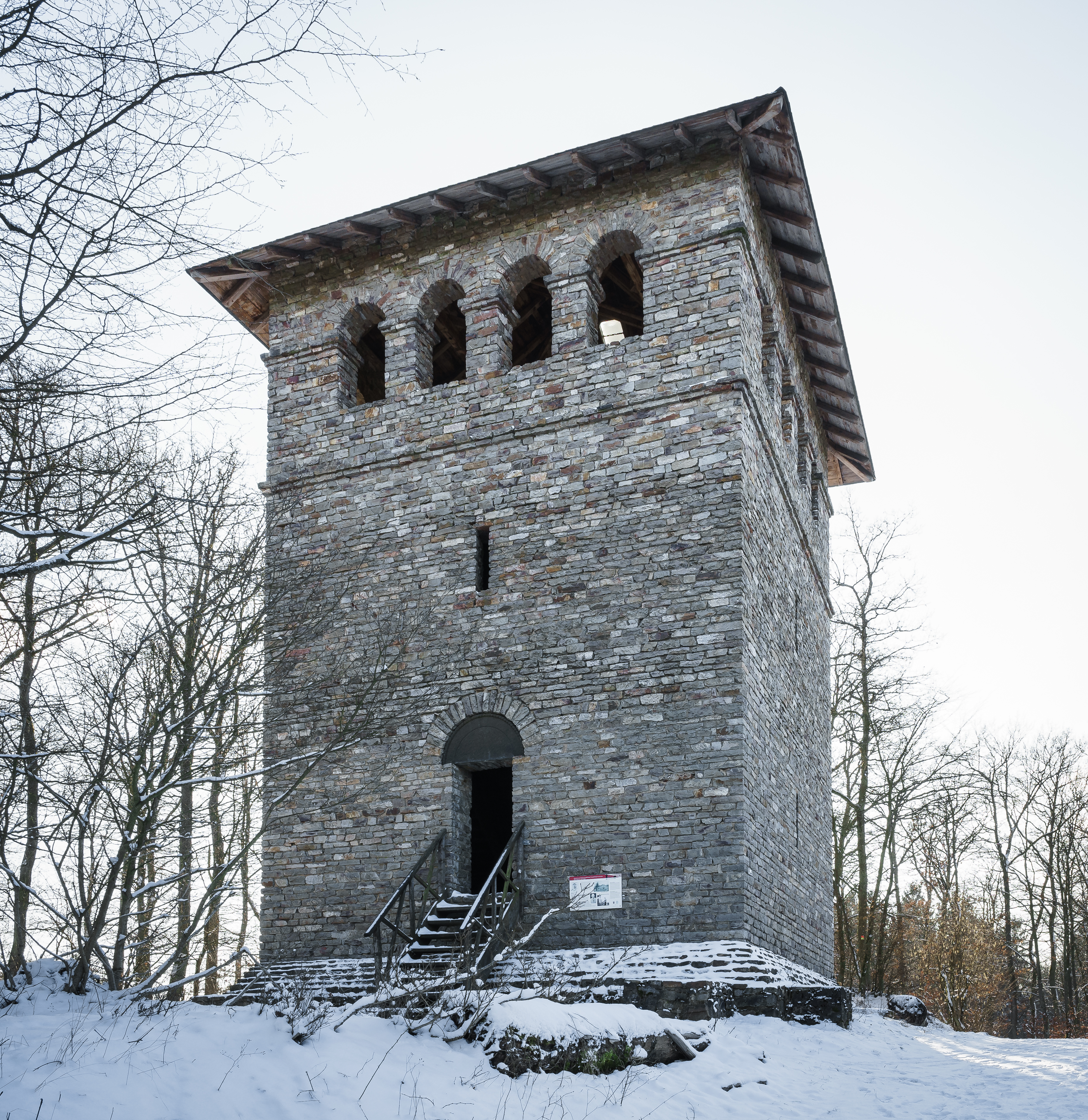
Turnul roman (reconstrucție) la Limes – Taunus / Germania

Armata romană timpurie (aprox. 500 î.Hr.) era, la fel ca alte miliții cetățenești contemporane influențate de civilizația greacă, o miliție de cetățeni care practica tactici hoplitice. Era mică și organizată în cinci clase (în paralel cu *comitia centuriata*, corpul cetățenilor organizați politic), dintre care trei furnizau hopliți, iar două furnizau infanterie ușoară. Armata romană timpurie era limitată din punct de vedere tactic, iar atitudinea sa în această perioadă era în esență defensivă.
Până în secolul al III-lea î.Hr., romanii au abandonat formația hoplită în favoarea unui sistem mai flexibil, în care grupuri mai mici de 120 (sau uneori 60) de oameni, numiți *maniples*, puteau manevra mai independent pe câmpul de luptă. Treizeci de manipule, aranjate în trei linii cu trupe de sprijin, constituiau o legiune, totalizând între 4.000 și 5.000 de oameni. Legiunea republicii timpurii era formată din cinci secțiuni: cele trei linii de infanterie grea manipulară (*hastati*, *principes* și *triarii*), o forță de infanterie ușoară (*velites*) și cavaleria (*equites*). Odată cu noua organizare a apărut și o nouă orientare către ofensivă și o atitudine mult mai agresivă față de cetățile vecine.
Până la sfârșitul perioadei republicane, legionarul tipic era un fermier-cetățean proprietar de terenuri dintr-o zonă rurală (*adsiduus*) care servea în campanii anuale și care își furniza propriul echipament. După 200 î.Hr., condițiile economice din zonele rurale s-au deteriorat pe măsură ce nevoile de forță de muncă au crescut, astfel încât calificările de proprietate pentru serviciul militar obligatoriu au fost treptat reduse. Începând din secolul al III-lea î.Hr., legionarii au fost plătiți cu un stipendiu (*stipendium*). Până în timpul lui Augustus, idealul soldatului-cetățean a fost abandonat, iar legiunile au devenit complet profesioniste. După Războiul Civil, Augustus a reorganizat forțele militare romane, lăsând 28 de legiuni, distribuite prin provinciile Imperiului.
În timpul Principatului, organizarea tactică a armatei a continuat să evolueze. *Auxilia* au rămas cohorturi independente, iar trupele legionare acționau adesea în grupuri de cohorturi, mai degrabă decât ca legiuni complete. O nouă unitate versatilă, *cohortes equitatae*, combina cavaleria și infanteria într-o singură formațiune. Această flexibilitate organizațională a contribuit la succesul de lungă durată al forțelor militare romane. Împăratul Gallienus (253–268 d.Hr.) a început o reorganizare care a creat structura militară finală a Imperiului târziu. A creat forțe mobile (*comitatenses* sau armatele de câmp) care erau poziționate în spatele granițelor ca rezervă strategică. Trupele de frontieră (*limitanei*) au rămas prima linie de apărare.
Conducerea militară a evoluat de-a lungul istoriei Romei. Sub monarhie, armatele hoplite erau conduse de regi. În Republica timpurie și mijlocie, forțele militare erau comandate de unul dintre cei doi consuli aleși anual. În Republica târzie, membrii elitei senatoriale romane, ca parte a *cursus honorum*, ar fi servit mai întâi ca chestori, apoi ca pretor. După un mandat de pretor sau consul, un senator putea fi numit de Senat *propraetor* sau *proconsul* pentru a guverna o provincie străină. Sub Augustus, împăratul era comandantul legal al fiecărei legiuni, dar își exercita comanda prin intermediul unui *legatus* numit din elita senatorială.
În perioada târzie a Imperiului (începând probabil cu Dioclețian), modelul augustan a fost abandonat. Guvernatorii provinciali au fost lipsiți de autoritatea militară, iar comanda armatei în grupuri de provincii a fost dată generalilor (*duces*) numiți de împărat. Aceștia nu mai erau membri ai elitei romane, ci oameni care urcaseră prin ranguri și aveau experiență practică de soldat.

#### Marina Romană

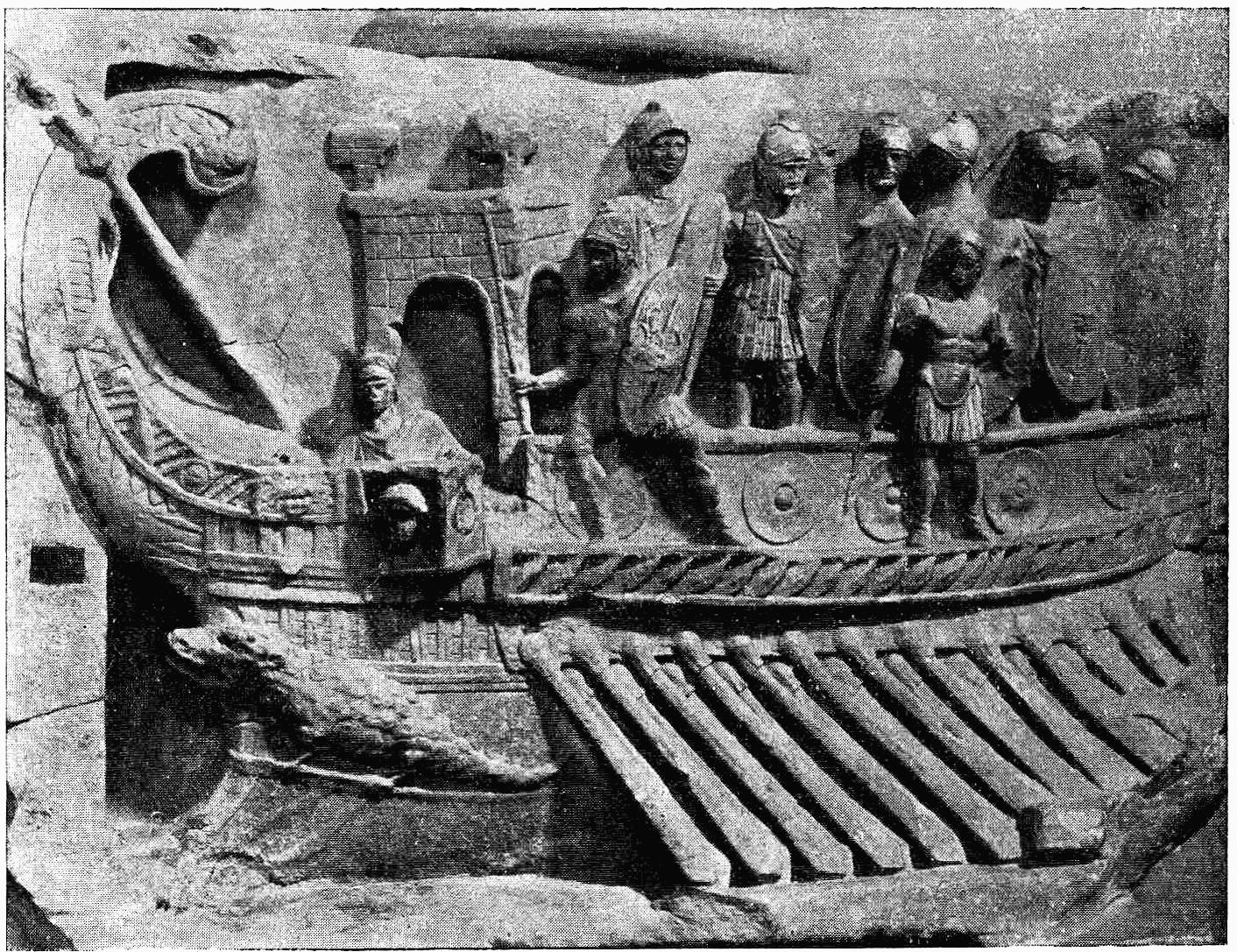
O birema navală romană reprezentată într-un relief de la Templul Fortunei Primigenia din Praeneste (Palestrina), care a fost construit în jurul anului 120 î.Hr., expusă în Muzeul Pio-Clementin din Muzeele Vaticanului.

Se știe mai puțin despre marina romană decât despre armata romană. Înainte de mijlocul secolului al III-lea î.Hr., oficiali cunoscuți sub numele de *duumviri navales* comandau o flotă de douăzeci de nave folosite în principal pentru controlul pirateriei. Această flotă a fost desființată în anul 278 d.Hr. și înlocuită cu forțe aliate. Primul Război Punic a necesitat ca Roma să construiască flote mari, lucru realizat în mare parte cu asistența și finanțarea aliaților. Această dependență de aliați a continuat până la sfârșitul Republicii Romane. *Quinquerema* a fost principala navă de război în ambele tabere în Războaiele Punice și a rămas elementul principal al forțelor navale romane până când a fost înlocuită, pe vremea lui Caesar Augustus, de nave mai ușoare și mai manevrabile.
Comparativ cu *trirema*, *quinquerema* permitea folosirea unui echipaj mixt format din marinari experimentați și neexperimentați (un avantaj pentru o putere bazată în principal pe forțele terestre), iar manevrabilitatea sa redusă a permis romanilor să adopte și să perfecționeze tacticile de abordaj, folosind un grup de aproximativ 40 de marinari în loc de un berbec. Navele erau comandate de un *navarch*, un rang echivalent cu cel de centurion, care de obicei nu era cetățean roman. Potter sugerează că, deoarece flota era dominată de non-romani, marina era considerată „non-romană” și era lăsată să se degradeze în perioadele de pace.
Informațiile sugerează că, până în perioada Imperiului târziu (350 d.Hr.), marina romană cuprindea mai multe flote, inclusiv nave de război și vase comerciale pentru transport și aprovizionare. Navele de război erau galere cu pânze acționate de vâslași, având trei până la cinci bănci de vâsle. Bazele flotei includeau porturi precum Ravenna, Arles, Aquileia, Miseno și gura râului Somme în vest și Alexandria și Rodos în est. Flotilele de nave fluviale mici (*classes*) făceau parte din trupele de graniță (*limitanei*) în această perioadă, fiind staționate în porturi fluviale fortificate de-a lungul Rinului și Dunării. Faptul că generali proeminenți comandau atât armatele, cât și flotele sugerează că forțele navale erau tratate ca auxiliare ale armatei și nu ca un serviciu independent. Detaliile despre structura de comandă și forța flotelor din această perioadă nu sunt bine cunoscute, deși flotele erau comandate de prefecți.

### Economie

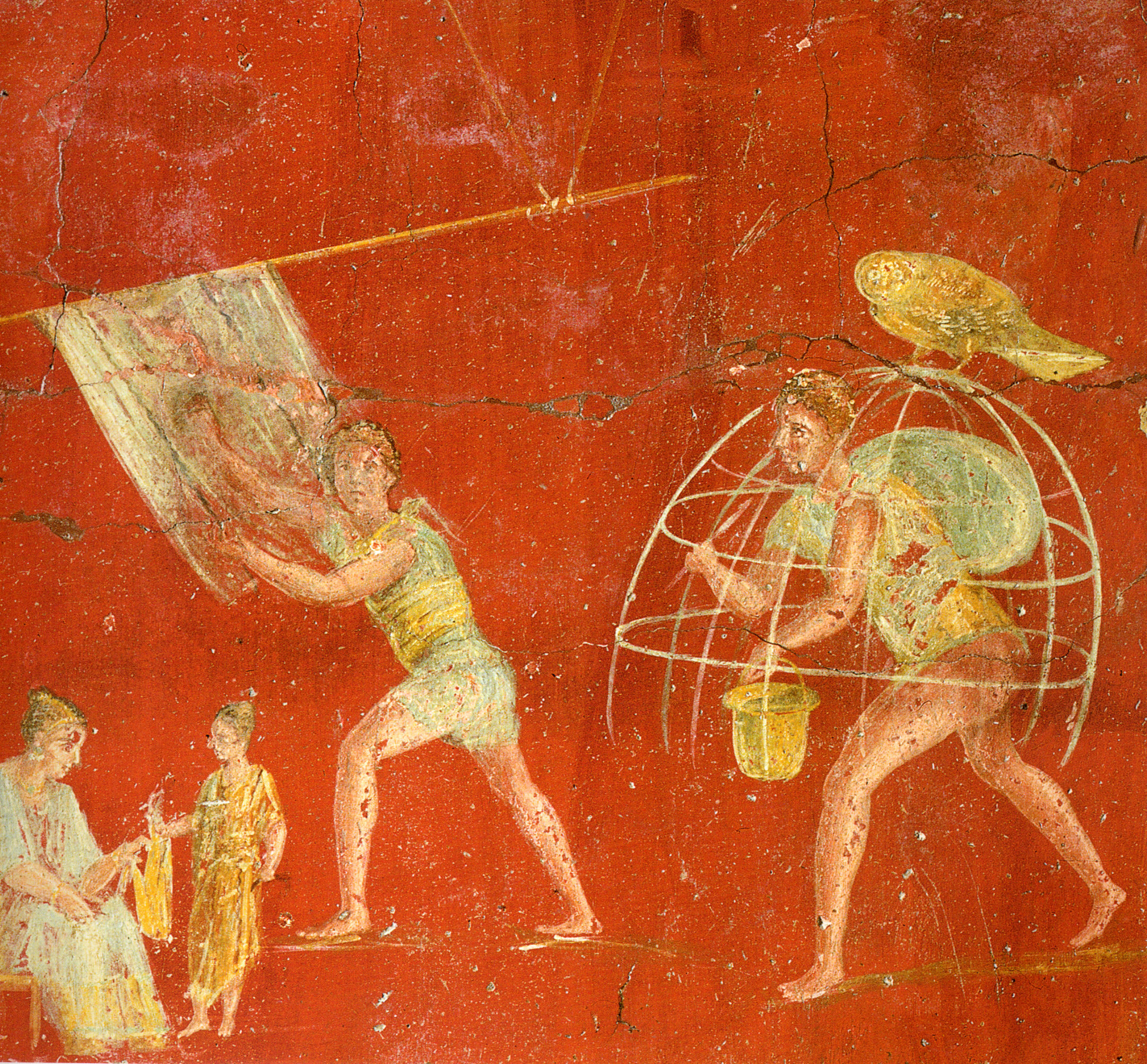
Muncitori într-un atelier de prelucrare a țesăturilor, într-o pictură din fullonica lui Veranius Hypsaeus din Pompei.

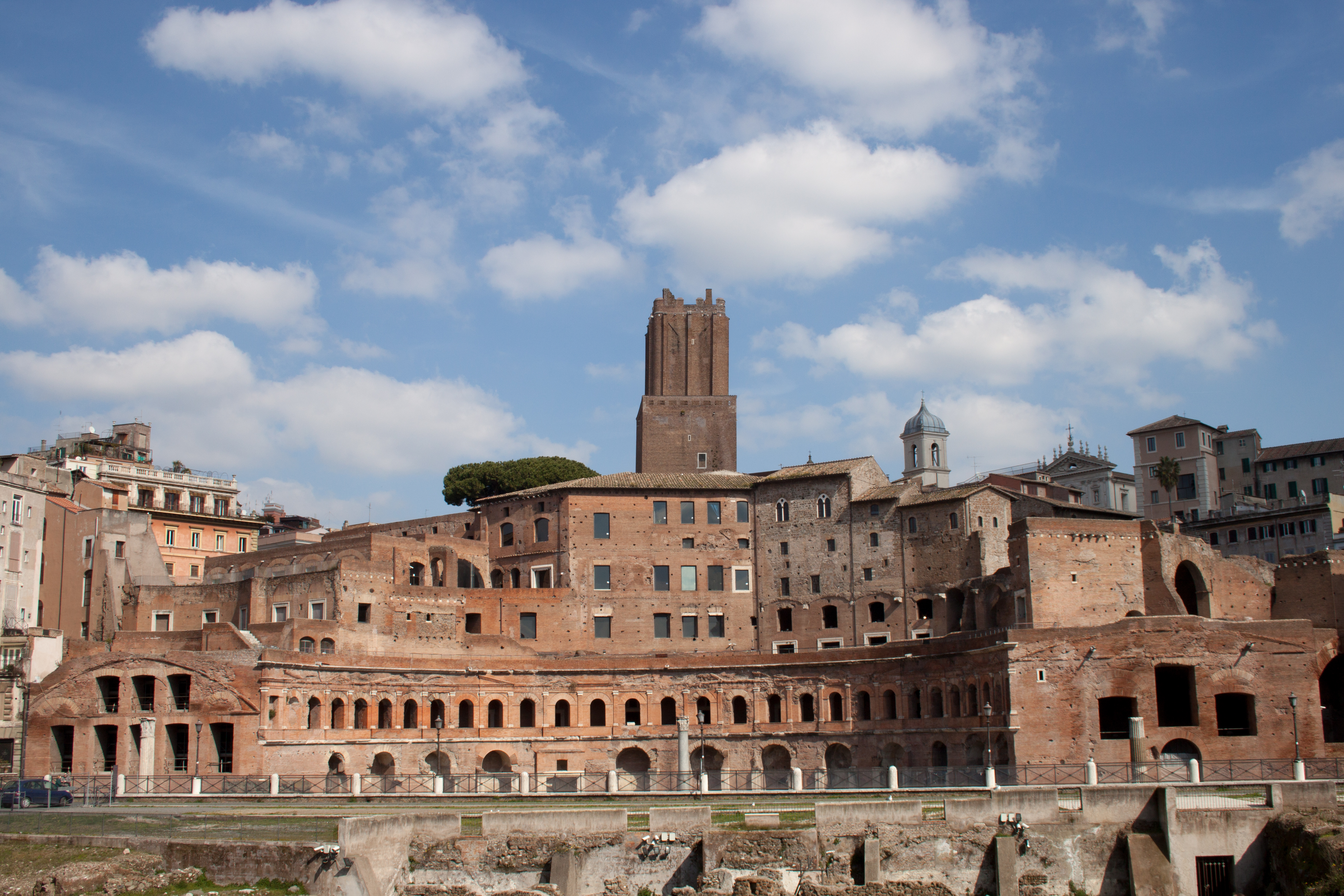
Vedere a Pieței lui Traian, construită de Apolodor din Damasc

Roma antică controla o vastă întindere de teritorii, cu resurse naturale și umane imense. Astfel, economia Romei a rămas concentrată pe agricultură și comerț. Liberul schimb agricol a transformat peisajul italian și, până în secolul I î.Hr., marile moșii viticole și de măslini au înlocuit micii fermieri independenți, care nu puteau concura cu prețul redus al cerealelor importate. Anexarea Egiptului, Siciliei și Tunisiei în Africa de Nord a asigurat un flux continuu de cereale. În schimb, uleiul de măsline și vinul au devenit principalele exporturi ale Italiei. Se practica rotația culturilor în două etape, dar productivitatea agricolă era scăzută, aproximativ 1 tonă pe hectar.
Activitățile industriale și de manufactură erau reduse. Cele mai mari astfel de activități erau exploatarea minelor și carierelor de piatră, care furnizau materialele de construcție de bază pentru clădirile acelei perioade. În domeniul manufacturii, producția avea o scară relativ mică și consta în general în ateliere și mici fabrici care angajau cel mult zeci de muncitori. Cu toate acestea, unele fabrici de cărămizi aveau sute de muncitori.
Economia primei Republici Romane se baza în mare parte pe micile exploatații agricole și pe munca plătită. Totuși, războaiele externe și cuceririle au făcut ca sclavii să devină tot mai ieftini și mai numeroși, iar până în perioada târzie a Republicii, economia depindea în mare măsură de munca sclavilor, atât pentru muncile calificate, cât și pentru cele necalificate. Se estimează că sclavii constituiau aproximativ 20% din populația Imperiului Roman în acea perioadă și 40% din populația orașului Roma. Abia în Imperiul Roman, când cuceririle au încetat și prețurile sclavilor au crescut, munca salariată a devenit mai rentabilă decât deținerea de sclavi. Deși trocul era folosit în Roma antică, și adesea folosit pentru colectarea taxelor, Roma avea un sistem monetar foarte dezvoltat, cu monede din alamă, bronz și metale prețioase în circulație în tot Imperiul și dincolo de acesta — unele monede fiind descoperite chiar și în India. Înainte de secolul al III-lea î.Hr., cuprul era tranzacționat la greutate, măsurat în bucăți nemarcate, în întreaga Italie centrală. Primele monede de cupru (*as*) aveau o valoare nominală egală cu o livră romană de cupru, dar cântăreau mai puțin. Astfel, utilitatea banilor romani ca unitate de schimb depășea în mod constant valoarea lor intrinsecă ca metal. După ce Nero a început să devalorizeze denarul de argint, valoarea sa legală era estimată cu o treime mai mare decât valoarea sa intrinsecă.
Caii erau scumpi, iar alte animale de povară erau mai lente. Comerțul de masă pe drumurile romane conecta posturile militare, unde erau amplasate piețele romane. Aceste drumuri erau concepute pentru vehicule cu roți. Ca urmare, existau schimburi comerciale între regiunile romane, dar acestea au crescut odată cu dezvoltarea comerțului maritim roman în secolul al II-lea î.Hr. În acea perioadă, o navă comercială făcea mai puțin de o lună pentru a parcurge traseul de la Gades la Alexandria prin Ostia, acoperind întreaga lungime a Mediteranei. Transportul pe mare era de aproximativ 60 de ori mai ieftin decât pe uscat, astfel că volumul pentru astfel de călătorii era mult mai mare.
Unii economiști consideră Imperiul Roman drept o economie de piață, similară în practici capitaliste cu Olanda din secolul al XVII-lea și Anglia din secolul al XVIII-lea.

### Familie

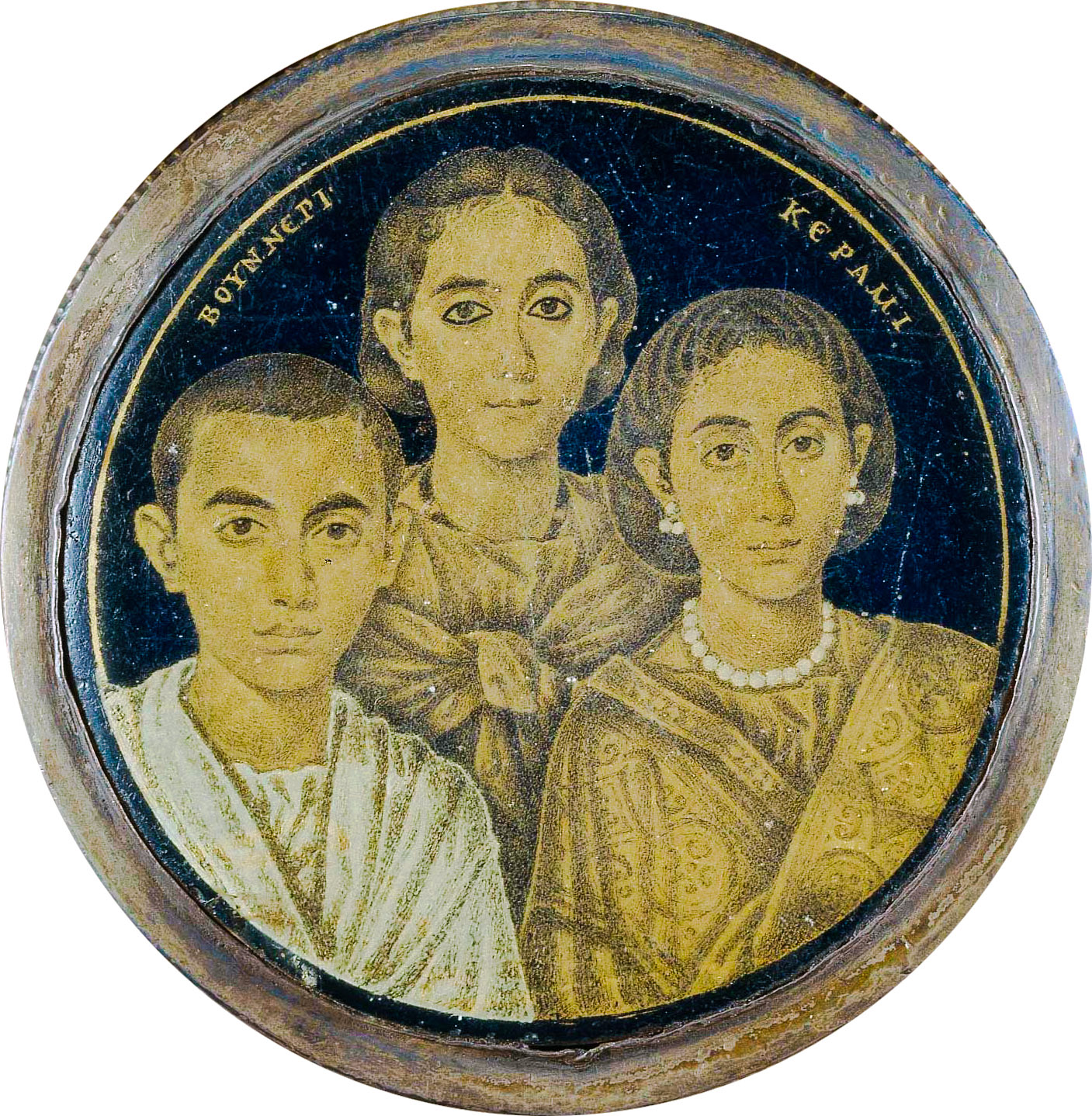
Un portret de familie din Egiptul Roman realizat pe sticlă aurită. Inscripția grecească de pe medalion poate indica fie numele artistului, fie al pater familias, care lipsește din portret.

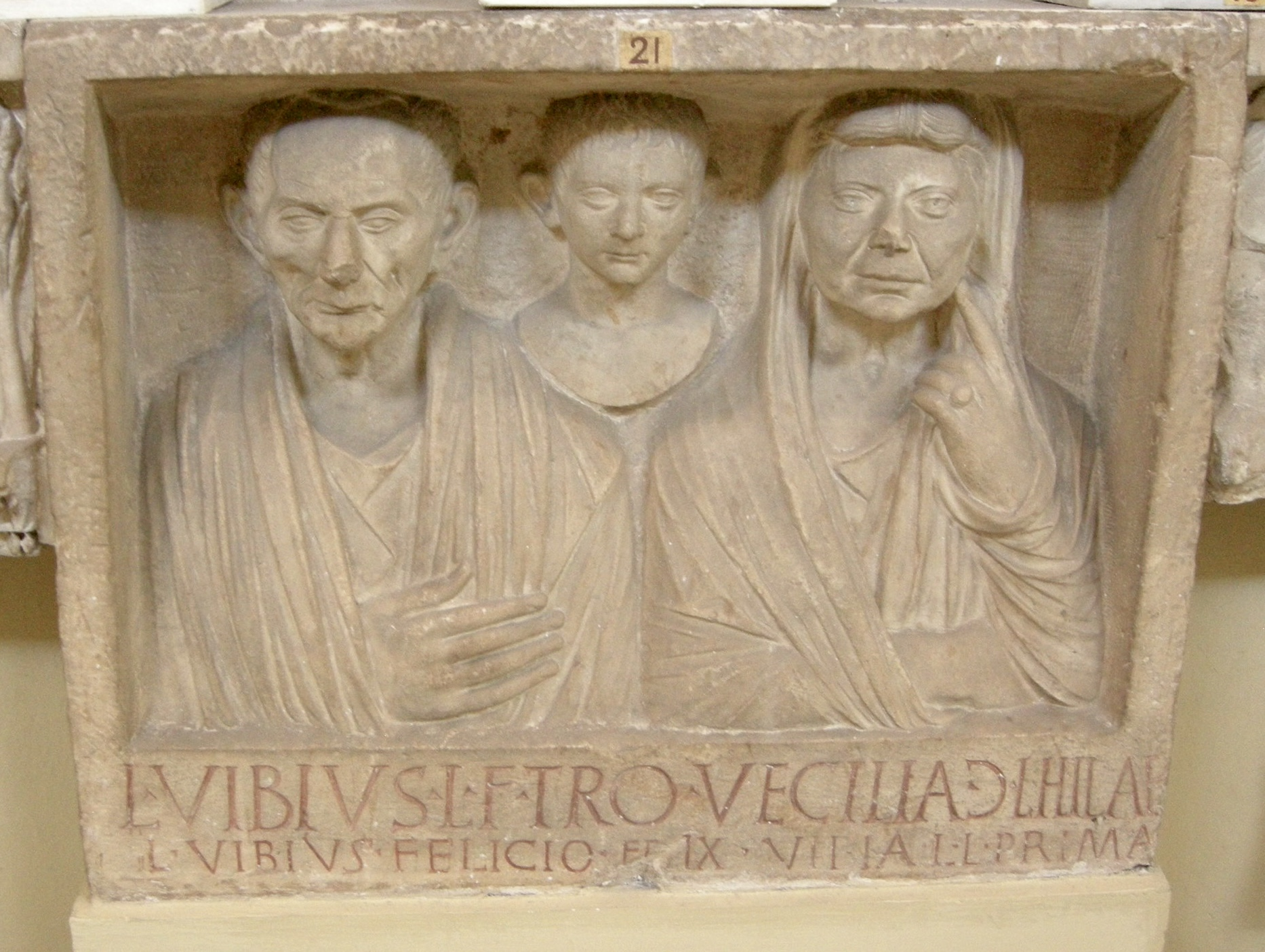
Un relief funerar cu membri ai gens Vibia, de la sfârșitul secolului I î.Hr., Muzeele Vaticanului.

Unitățile de bază ale societății romane erau gospodăriile și familiile. Grupurile de gospodării legate prin linia paternă formau o familie (*gens*), bazată pe legături de sânge, o ascendență comună sau adopție. În timpul Republicii Romane, unele familii puternice, cunoscute sub numele de *Gentes Maiores*, au ajuns să domine viața politică. Familiile erau conduse de cel mai în vârstă cetățean de sex masculin, *pater familias* (tatăl familiei), care deținea autoritatea legală (*patria potestas*, "puterea tatălui") asupra soțiilor, fiilor, fiicelor și sclavilor din gospodărie, precum și asupra bogăției familiei.
Expresiile extreme ale acestei puteri — vânzarea sau uciderea membrilor familiei pentru infracțiuni morale sau civile, inclusiv pentru simple acte de neascultare — erau foarte rar exercitate și au fost interzise în perioada imperială. Un *pater familias* avea îndatoriri morale și legale față de toți membrii familiei. Chiar și cel mai despotic *pater familias* era așteptat să consulte membrii seniori ai gospodăriei și ai *gens*-ului său în privința chestiunilor care afectau bunăstarea și reputația familiei. În mod tradițional, astfel de chestiuni erau considerate în afara competenței statului și a magistraților săi; sub împărați, acestea au fost tot mai mult supuse intervenției statului și legislației.
Odată acceptați în familia lor de naștere de către tații lor, copiii deveneau moștenitori potențiali. Nu puteau fi dați legal, nici vânduți ca sclavi. Dacă părinții nu puteau să aibă grijă de copil sau dacă paternitatea era îndoielnică, se putea recurge la expunerea copilului (Boswell traduce acest act ca fiind „oferta” copilului către îngrijirea zeilor sau a străinilor). Dacă un nou-născut deformat sau bolnav era evident „nepotrivit pentru viață”, uciderea acestuia era o datorie a *pater familias*. Un tată cetățean care expunea un copil sănătos născut liber nu era pedepsit, dar își pierdea automat *potestas* asupra acelui copil. Copiii abandonați erau uneori adoptați; unii dintre ei ar fi fost vânduți în sclavie. Sclavia era aproape universal acceptată. În perioada de început a Republicii, cetățenii îndatorați puteau să-și vândă munca și, poate, și pe fiii lor, creditorului lor, într-o formă limitată de sclavie numită *nexum*, dar aceasta a fost abolită în mijlocul Republicii. Libertatea era considerată starea naturală și adecvată pentru cetățeni; sclavii puteau fi eliberați legal, cu consimțământul și sprijinul stăpânilor lor, și puteau continua să servească interesele familiale și financiare ale acestora ca liberti sau liberte. Aceasta era baza relației client-patron, una dintre cele mai importante trăsături ale economiei și societății romane.
Din punct de vedere juridic, un *pater familias* deținea *potestas* asupra fiilor săi adulți, chiar dacă aceștia aveau propriile gospodării. Aceasta putea da naștere unor anomalii legale, precum statutul de minor al fiilor adulți. Niciun bărbat nu putea fi considerat *pater familias*, și nici nu putea deține proprietăți în mod legal, cât timp tatăl său era în viață. În primele etape ale istoriei Romei, fiicele căsătorite intrau sub controlul (*manus*) *pater familias* al soților lor. Până la sfârșitul Republicii, majoritatea femeilor căsătorite își mențineau legătura legală cu familia lor de naștere, deși copiii rezultați din căsătorie aparțineau familiei soțului. Mama sau o rudă în vârstă creșteau de obicei atât băieții, cât și fetele. Moralitatea romană susținea că căsătoria și creșterea copiilor îndeplineau o datorie esențială față de familie, *gens* și stat. Căsătoriile multiple nu erau neobișnuite. Tații începeau de obicei să caute soți pentru fiicele lor atunci când acestea ajungeau la vârsta de 12-14 ani, dar majoritatea femeilor din clasele de rând rămâneau necăsătorite până la 20 de ani și, în general, păreau să fie mult mai independente decât soțiile din elita socială. Divorțul necesita consimțământul unei părți, împreună cu returnarea oricărei zestre. Ambii părinți aveau putere asupra copiilor lor în timpul minorității și maturității acestora, dar soții aveau un control mult mai redus asupra soțiilor lor.
Femeile cetățene romane aveau o formă limitată de cetățenie; nu puteau vota, dar erau protejate de lege. Ele gestionau familii, puteau deține și administra afaceri, deține și cultiva pământuri, își puteau scrie propriile testamente și puteau pleda în instanță în numele lor sau al altora, toate acestea sub dispensa instanțelor și supravegherea nominală a unui bărbat senior din familie. În timpul Republicii târzii și al perioadei imperiale, scăderea natalității în rândul elitelor și creșterea corespunzătoare în rândul claselor de rând a devenit o preocupare pentru multe *gens*; Augustus a încercat să abordeze această problemă prin intervenții de stat, oferind recompense femeilor care nășteau trei sau mai mulți copii și penalizându-i pe cei fără copii. Aceste măsuri au fost foarte contestate și au avut rezultate aparent nesemnificative. Se pare că femeile aristocratice erau tot mai reticente în a naște copii, din cauza riscului ridicat de mortalitate maternă și a inconvenientelor ulterioare.

### Ora și datele
Orele romane erau numărate ordinal de la răsărit la răsărit. Astfel, dacă răsăritul era la ora 6 dimineața, atunci intervalul 6-7 dimineața era numit "prima oră". Amiaza era numită *meridies*, iar de la acest cuvânt derivă termenii am (*ante meridiem*) și pm (*post meridiem*). Cuvântul englezesc „noon” (prânz) provine din *nona* („a noua (oră)”), care în Roma antică se referea la ora 3 după-amiaza. Romanii aveau ceasuri (*horologia*), care includeau cadrane solare publice gigantice (*solaria*) și clepsidre (*clepsydrae*).
Săptămâna din Roma antică avea inițial opt zile, care erau identificate prin litere de la A la H, a opta zi fiind *nundinum* sau ziua de târg, un fel de sfârșit de săptămână când fermierii își vindeau produsele pe străzi. Săptămâna de șapte zile, introdusă pentru prima dată din Est în timpul Imperiului timpuriu, a fost oficial adoptată în timpul domniei lui Constantin. Romanii au denumit zilele săptămânii după corpuri cerești încă din cel puțin secolul I d.Hr. Lunile romane aveau trei zile importante: *calende* (prima zi a fiecărei luni, întotdeauna la plural), *ide* (ziua a 13-a sau a 15-a a lunii) și *none* (a noua zi înainte de ide, inclusiv, adică a 5-a sau a 7-a a lunii). Celelalte zile erau numărate înapoi de la una dintre aceste zile importante.
Anul roman avea inițial zece luni, de la Martius (martie) până la December (decembrie), iar perioada de iarnă nu era inclusă în calendar. Primele patru luni erau numite după zei (Martius, Aprilis, Maius, Junius), iar celelalte erau numerotate (Quintilis, Sextilis, September, October, November și December). Se spune că Numa Pompilius, al doilea rege al Romei (716–673 î.Hr.), a introdus lunile ianuarie și februarie, ambele numite și ele după zei, instituind calendarul de 12 luni pe care îl folosim și astăzi. În 44 î.Hr., Luna Quintilis a fost redenumită Julius (iulie) după Iulius Caesar, iar în 8 î.Hr., Sextilis a fost redenumită Augustus (august) după Augustus Caesar.
Romanii aveau mai multe modalități de a urmări anii. O metodă răspândită era datările consulare, care identificau anii după cei doi consuli care guvernau în fiecare an. O altă metodă, introdusă în secolul III d.Hr., era numărarea anilor de la *indictio*, o perioadă de 15 ani bazată pe anunțul privind livrarea alimentelor și altor bunuri către guvern. O altă metodă, mai puțin populară, dar mai asemănătoare cu cea actuală, era *ab urbe condita*, care număra anii de la fondarea mitică a Romei în 753 î.Hr.

## Cultură

Cele șapte coline ale Romei

Viața în Roma antică se concentra în jurul orașului Roma, situat pe șapte coline. Orașul avea un număr vast de structuri monumentale, precum Colosseumul, Forul lui Traian și Panteonul. Acesta avea teatre, gimnazii, piețe, sisteme de canalizare funcționale, complexe de băi dotate cu biblioteci și magazine, și fântâni cu apă potabilă adusă de sute de kilometri de apeducte. Pe întreg teritoriul aflat sub controlul Romei antice, arhitectura rezidențială varia de la case modeste la vile de țară.
În capitala Roma, existau reședințe imperiale pe eleganta colină Palatin, de unde provine cuvântul „palat”. Clasele plebee de jos și cele ecvestre de mijloc trăiau în centrul orașului, înghesuite în apartamente sau insulae, care erau aproape ca niște ghetouri moderne. Aceste zone, adesea construite de proprietarii de elită pentru a fi închiriate, erau deseori centrate în jurul colegiilor sau taverne. Aceste persoane, care primeau gratuit grâu și erau distrate de jocurile gladiatorilor, erau înscrise ca clienți ai patronilor din rândul patricienilor de clasă superioară, căutându-le ajutorul și susținându-le interesele.

### Limbă
Limba nativă a romanilor era latina, o limbă italică a cărei gramatică se baza puțin pe ordinea cuvintelor, transmitând sensul printr-un sistem de afixe atașate rădăcinilor cuvintelor. Alfabetul său se baza pe alfabetul etrusc, care la rândul său era bazat pe alfabetul grecesc. Deși literatura latină care a supraviețuit constă aproape în întregime din latină clasică, o limbă literară artificială, foarte stilizată și rafinată din secolul I î.Hr., limba vorbită a Imperiului Roman era latina vulgară, care diferea semnificativ de latina clasică în ceea ce privește gramatica și vocabularul, și în cele din urmă pronunția. Vorbitorii de latină puteau înțelege ambele până în secolul al VII-lea, când latina vorbită a început să se diferențieze atât de mult încât „latina clasică” sau „latina bună” trebuia învățată ca o a doua limbă.
În timp ce latina a rămas principala limbă scrisă a Imperiului Roman, greaca a devenit limba vorbită de elitele bine educate, deoarece cea mai mare parte a literaturii studiate de romani era scrisă în greacă. Majoritatea împăraților erau bilingvi, dar aveau o preferință pentru latină în sfera publică din motive politice, o practică care a început pentru prima dată în timpul războaielor punice. În partea estică a Imperiului Roman (și mai târziu în Imperiul Roman de Răsărit), latina nu a reușit niciodată să înlocuiască greaca, o moștenire a perioadei elenistice. Iustinian I ar fi ultimul împărat care a folosit latina în guvernare, marcând momentul în care greaca a preluat oficial. Expansiunea Imperiului Roman a răspândit latina în întreaga Europă, iar latina vulgară a evoluat în multe limbi romanice distincte.

### Religie

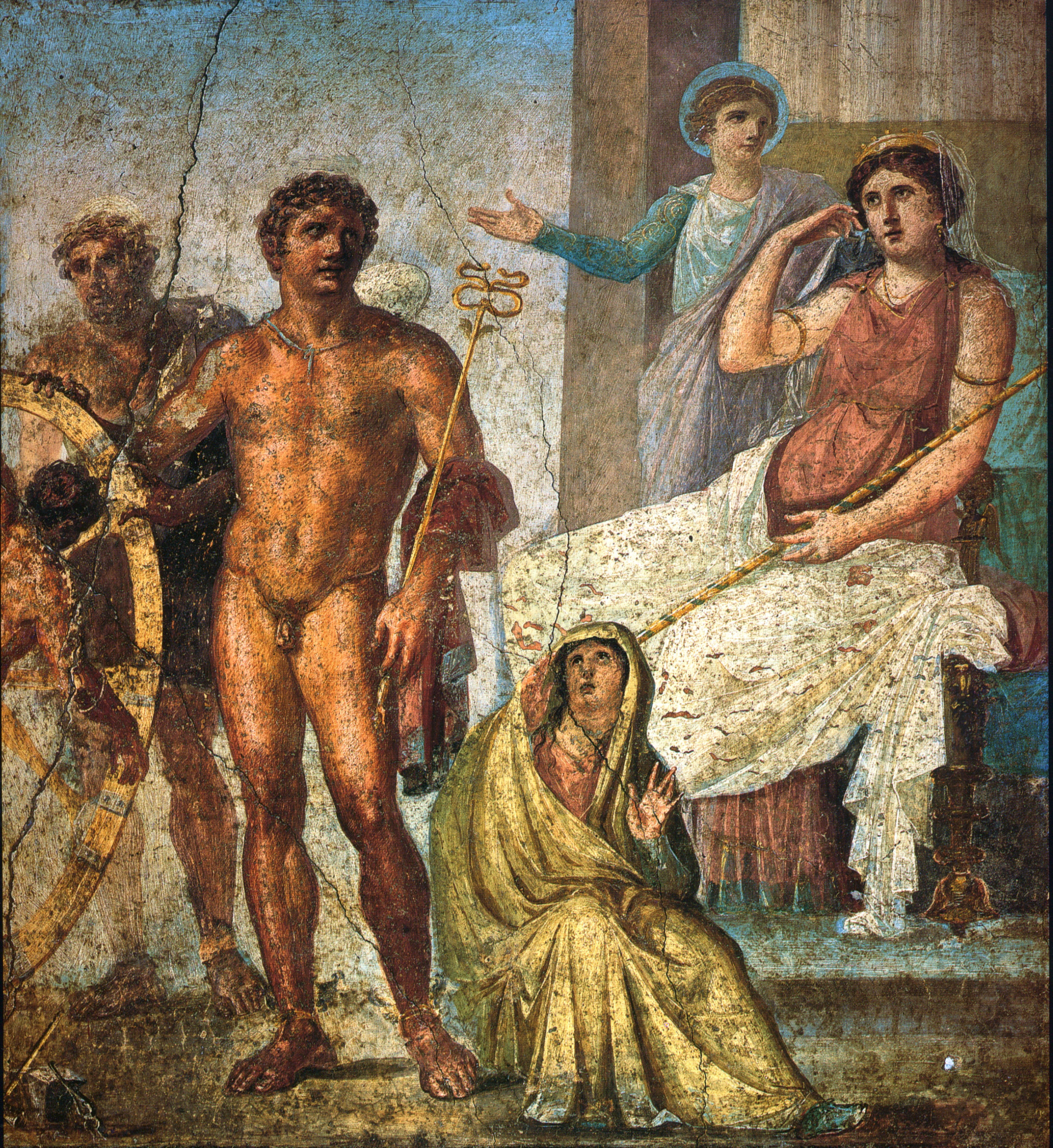
Pedeapsa lui Ixion: în centru este Mercur, ținând caduceul, iar în dreapta, Iuno stă pe tronul ei. În spatele ei, Iris stă în picioare și face un gest. În stânga este Vulcan (figura blondă), stând în spatele roții și manevrând-o, cu Ixion deja legat de ea. Nephele stă la picioarele lui Mercur; o frescă romană de pe peretele estic al tricliniului din Casa Vettiilor, Pompei, stilul al patrulea (60–79 d.Hr.).

Religia romană arhaică, cel puțin în ceea ce privește zeii, nu era alcătuită din narațiuni scrise, ci mai degrabă din relații complexe între zei și oameni. Spre deosebire de mitologia greacă, zeii nu erau personificați, ci erau spirite sacre vag definite, numite numina. Romanii credeau, de asemenea, că fiecare persoană, loc sau lucru avea propriul său genius, sau suflet divin. În timpul Republicii Romane, religia romană era organizată sub un sistem strict de funcții preoțești, care erau deținute de bărbați din clasa senatorială. Colegiul Pontifilor era cel mai înalt corp în această ierarhie, iar preotul său principal, Pontifex Maximus, era conducătorul religiei de stat. Flaminii se ocupau de cultele diferiților zei, în timp ce augurii erau responsabili de luarea auspicilor. Regele sacru prelua responsabilitățile religioase ale regilor detronați. În Imperiul Roman, împărații decedați care au guvernat bine erau zeificați de succesorii lor și de Senat, iar cultul imperial formalizat a devenit din ce în ce mai proeminent.
Pe măsură ce contactul cu grecii a crescut, vechii zei romani au devenit tot mai mult asociați cu zeii greci. Sub Imperiu, romanii au absorbit mitologiile supușilor lor cuceriți, ceea ce a dus adesea la situații în care templele și preoții zeităților italiene tradiționale coexistau cu cei ai zeilor străini.
Începând cu Împăratul Nero, în secolul I d.Hr., politica oficială romană față de creștinism a fost negativă, iar la un moment dat, a fi creștin putea fi pedepsit cu moartea. Sub împăratul Dioclețian, persecuția creștinilor a atins apogeul. Cu toate acestea, creștinismul a devenit o religie sprijinită oficial în statul roman sub succesorul lui Dioclețian, Constantin I, odată cu semnarea Edictului de la Milano în 313, și a devenit rapid dominant. Toate religiile, cu excepția creștinismului, au fost interzise în 391 d.Hr. printr-un edict al împăratului Teodosiu I.

### Etică si morală
Ca în multe culturi antice, conceptele de etică și moralitate, deși împărtășeau unele asemănări cu societatea modernă, diferau considerabil în câteva moduri importante. Deoarece civilizațiile antice, precum Roma, erau sub amenințarea constantă a atacurilor din partea triburilor prădalnice, cultura lor era în mod necesar militaristă, iar abilitățile marțiale erau un atribut prețuit. În timp ce societățile moderne consideră compasiunea o virtute, societatea romană considera compasiunea un viciu, un defect moral. De fapt, unul dintre scopurile principale ale jocurilor gladiatorilor era de a inocula cetățenii romani împotriva acestei slăbiciuni. Romanii prețuiau în schimb virtuți precum curajul și convingerea (virtus), simțul datoriei față de propriul popor, moderația și evitarea exceselor (moderatio), iertarea și înțelegerea (clementia), corectitudinea (severitas) și loialitatea (pietas).
Societatea romană avea norme bine stabilite și restrictive legate de sexualitate, deși, ca în multe alte societăți, cea mai mare parte a responsabilităților cădea asupra femeilor. Femeile erau în general așteptate să fie monogame, având un singur soț pe parcursul vieții (univira), deși acest lucru era mai puțin respectat de elita societății, în special în perioada imperiului. Femeile trebuiau să fie modeste în public, evitând orice apariție provocatoare, și să demonstreze o fidelitate absolută față de soții lor (pudicitia). Într-adevăr, purtarea unui văl era o așteptare comună pentru a păstra modestia. Sexul în afara căsătoriei era, în general, dezaprobat atât pentru bărbați, cât și pentru femei, și, de fapt, a fost interzis prin lege în perioada imperială. Cu toate acestea, prostituția era o practică acceptată și reglementată.
Demonstrațiile publice de moarte, violență și brutalitate erau folosite ca sursă de divertisment în comunitățile romane; totuși, ele erau și o modalitate de a menține ordinea socială, de a demonstra puterea și de a semnifica unitatea comunitară.

### Artă, muzică și literatură

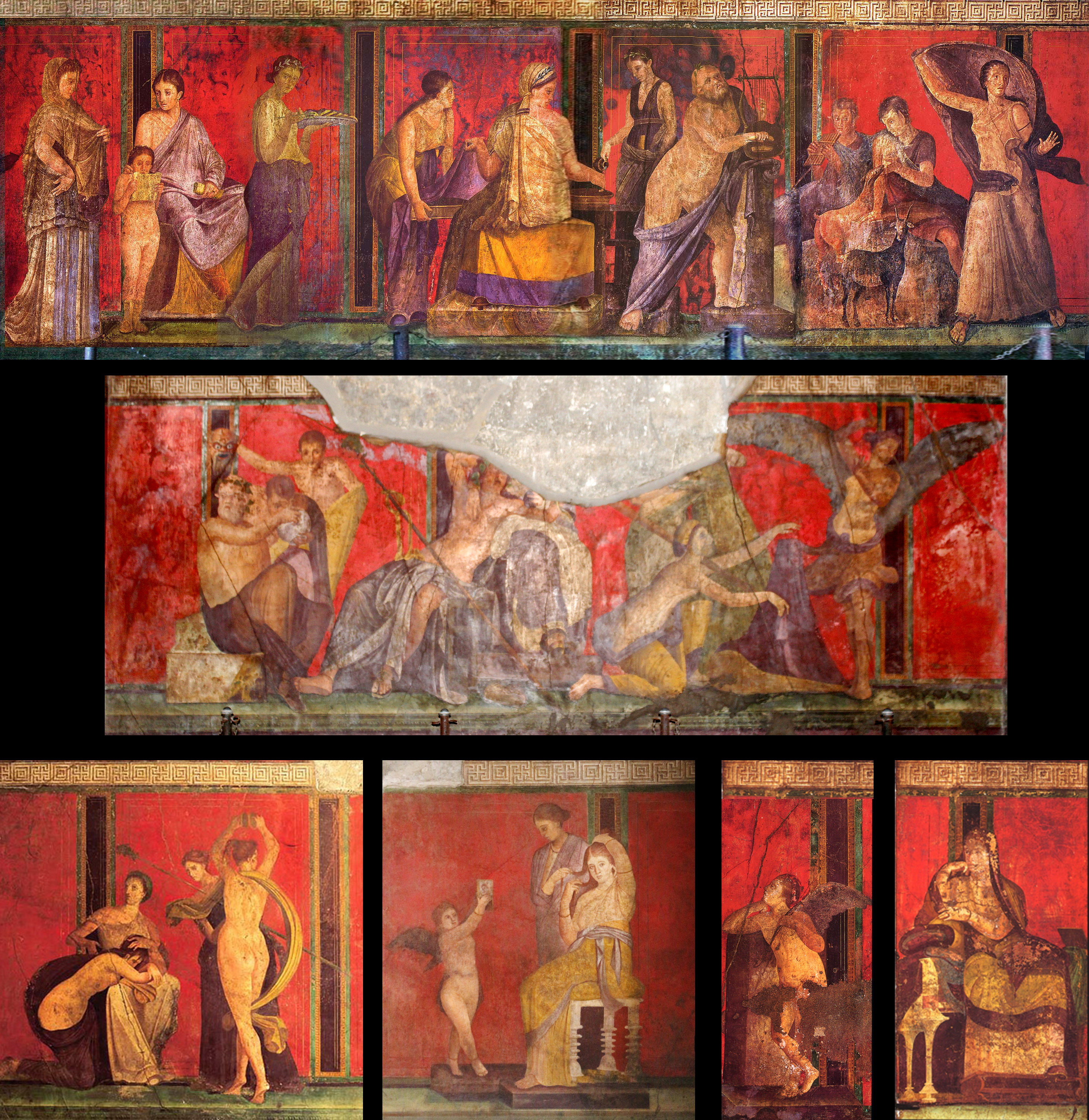
Fresce din Vila Misterelor din Pompei, Italia, opere de artă romane datate la mijlocul secolului I î.Hr.

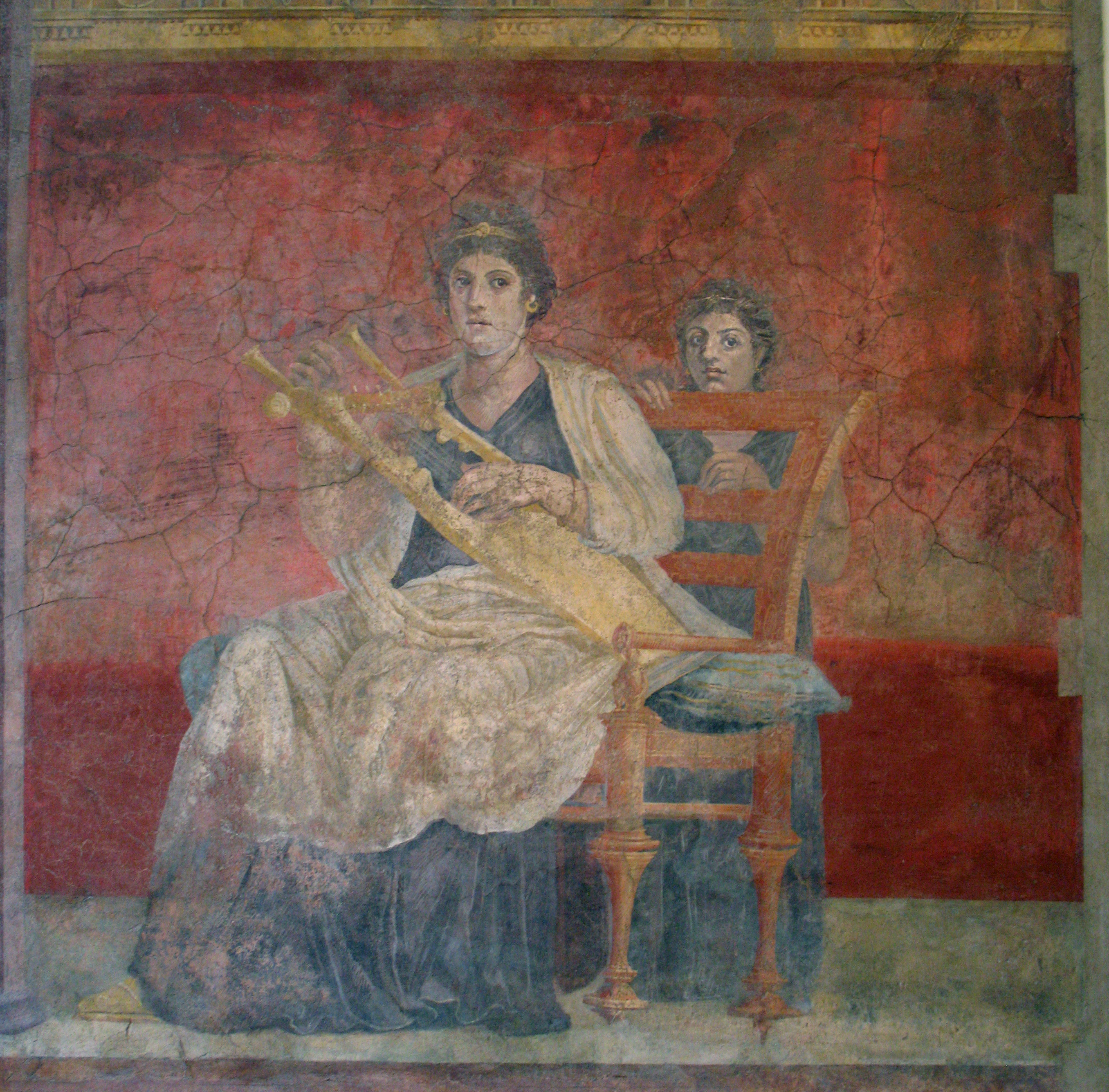
Femeie cântând la chitară, din Villa Boscoreale, Italia, circa 40–30 î.Hr.

Stilurile picturii romane arată influențe grecești, iar exemplele care au supraviețuit sunt în principal fresce utilizate pentru a împodobi pereții și tavanele vililor de la țară, deși literatura romană menționează picturi pe lemn, fildeș și alte materiale. Câteva exemple de pictură romană au fost găsite la Pompei, iar pe baza acestora, istoricii de artă împart istoria picturii romane în patru perioade.
Primul stil de pictură romană a fost practicat de la începutul secolului al II-lea î.Hr. până la începutul sau mijlocul secolului I î.Hr. Era compus în principal din imitații de marmură și zidărie, deși uneori includea reprezentări ale unor personaje mitologice. Al doilea stil a început la începutul secolului I î.Hr. și încerca să redea realist caracteristici arhitecturale tridimensionale și peisaje. Al treilea stil a apărut în timpul domniei lui Augustus (27 î.Hr. – 14 d.Hr.) și a respins realismul celui de-al doilea stil în favoarea unei ornamentații simple. O scenă arhitecturală mică, un peisaj sau un design abstract era plasat în centru, pe un fundal monocrom. Al patrulea stil, care a început în secolul I d.Hr., înfățișa scene din mitologie, păstrând detalii arhitecturale și modele abstracte.
Sculptura portretistică folosea proporții clasice și tinerești, evoluând mai târziu într-un amestec de realism și idealism. În perioadele Antonină și Severană, au devenit populare coafurile și bărbile ornamentale, cu tăieturi și perforații adânci. Progrese au fost făcute și în sculptura în relief, de obicei reprezentând victorii romane.
Muzica romană era în mare parte bazată pe muzica grecească și juca un rol important în multe aspecte ale vieții romane. În armata romană, instrumente muzicale precum tuba (o trompetă lungă) sau cornu erau folosite pentru a da diverse comenzi, în timp ce buccina (posibil o trompetă sau un corn) și lituus (probabil un instrument alungit în formă de J) erau utilizate în scopuri ceremoniale. Muzica era folosită în amfiteatrele romane între lupte și în odea, iar în aceste contexte este cunoscută utilizarea cornului și a hydraulisului (un tip de orgă cu apă). Cele mai multe ritualuri religioase includeau reprezentații muzicale. Unii istorici ai muzicii cred că muzica era folosită la aproape toate ceremoniile publice.
Graffiti-urile, bordelurile, picturile și sculpturile găsite la Pompei și Herculaneum sugerează că romanii aveau o cultură saturată de sexualitate.

#### Literatură și librării
Literatura latină a fost, încă de la început, puternic influențată de autorii greci. Unele dintre cele mai vechi lucrări existente sunt epopei istorice care relatează începuturile istoriei militare a Romei. Pe măsură ce Republica s-a extins, autorii au început să producă poezie, comedie, istorie și tragedie.
Contribuțiile literare ale Romei antice sunt recunoscute și astăzi, iar lucrările autorilor romani antici erau disponibile atât în librării, cât și în biblioteci publice și private. Mulți savanți și oameni de stat din Roma antică își cultivau biblioteci private, care erau folosite atât pentru a demonstra cunoștințele, cât și ca dovezi ale bogăției și puterii. Bibliotecile private erau atât de frecvente, încât Vitruviu a scris despre locul în care ar trebui să fie amplasate acestea într-o vilă. În plus față de numeroasele biblioteci private, Imperiul Roman a asistat la înființarea primelor biblioteci publice.
Deși Iulius Cezar intenționa să înființeze biblioteci publice pentru a stabili Roma ca un mare centru cultural, asemenea Atenei și Alexandriei, el a murit înainte de a reuși acest lucru. Fostul locotenent al lui Cezar, Gaius Asinius Pollio, a preluat proiectul și a deschis prima bibliotecă publică din Roma, în Atrium Libertatis. Împărații Augustus, Tiberius, Vespasian, Domițian și Traian au fondat sau extins și ei biblioteci publice în Roma în timpul domniilor lor. Acestea includeau Biblioteca Ulpia din Forul lui Traian și bibliotecile din Templul lui Apollo Palatinus, Templul Păcii din Forumul roman, Templul Divului Augustus, care a fost dedicat Minervei când a fost reconstruit sub ordinul împăratului Domițian. Unele dintre acestea, inclusiv biblioteca din Templul Divului Augustus, au servit și ca arhive. Până la căderea Imperiul Roman de Apus, orașul Roma avea mai mult de douăzeci de biblioteci publice. Roma nu a fost singurul oraș care a beneficiat de astfel de instituții. Pe măsură ce Imperiul Roman s-a extins, biblioteci publice au fost înființate în alte orașe mari și centre culturale, inclusiv în Efes, Atena și Timgad.
Majoritatea bibliotecilor publice din acea perioadă nu erau construite special în acest scop, ci împărțeau spațiul cu temple, băi și alte clădiri comunitare. În plus față de funcția de depozit pentru cărți, bibliotecile publice găzduiau discursuri ale autorilor. Aceste recitări serveau drept adunări sociale și permiteau celor care nu erau alfabetizați să fie distrați cu poezii, epopei, tratate filosofice și alte lucrări.

### Gastronomie

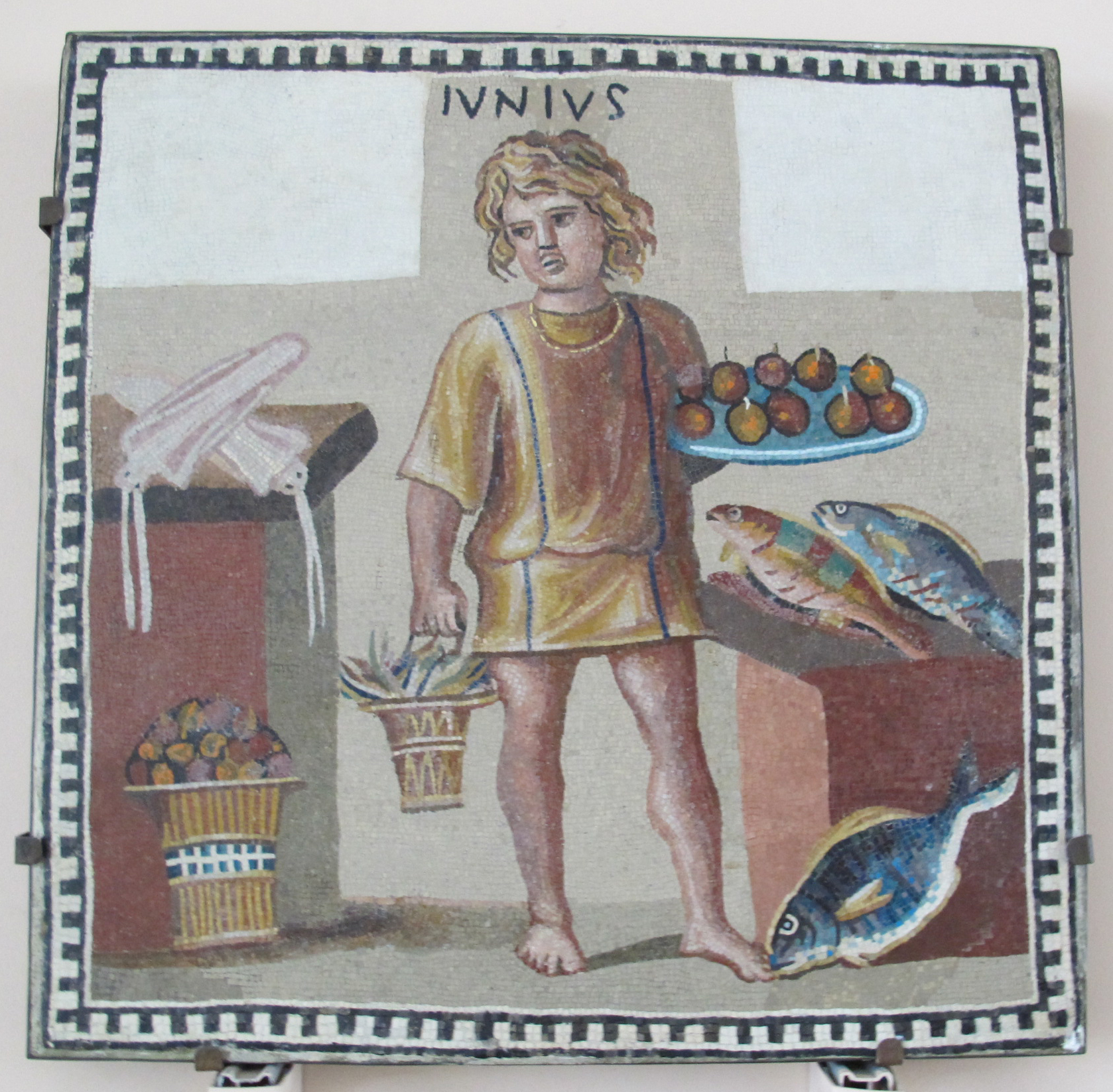
Un băiat cu un platou de fructe și ceea ce pare a fi o găleată cu crabi, pe panoul din luna iunie al unui mozaic din secolul al III-lea care înfățișează lunile, aflat la Muzeul Ermitaj din Sankt Petersburg, Rusia.

Bucătăria romană antică s-a schimbat de-a lungul duratei îndelungate a acestei civilizații. Obiceiurile alimentare au fost influențate de cultura greacă, de schimbările politice de la Regat la Republică și Imperiu, precum și de expansiunea enormă a Imperiului, care a expus romanii la numeroase obiceiuri culinare provinciale și tehnici de gătit noi. La început, diferențele dintre clasele sociale erau relativ mici, dar aceste disparități au evoluat odată cu creșterea Imperiului. Bărbații și femeile beau vin la mesele lor.
Dieta romană antică includea multe alimente care sunt astăzi elemente de bază ale bucătăriei italiene moderne. Pliniu cel Bătrân a discutat despre mai mult de 30 de varietăți de măsline, 40 de tipuri de pere, smochine (nativ și importate din Africa și provinciile estice) și o mare varietate de legume, inclusiv Morcov(de diferite culori, dar nu portocalii) precum și Țelină, Usturoi, unele bulbi de flori, Varzăși alte brassice (cum ar fi varza creață și Broccoli), Salată verde, andive, Ceapă, Praz, Sparanghel, Ridiche, napi, Păstârnac, Sfeclă, mazăre verde, mangold, cardon, măsline și Castravete.
Totuși, unele alimente considerate acum caracteristice bucătăriei italiene moderne nu erau folosite. În special, spanacul și vinetele au fost introduse mai târziu din lumea arabă, iar roșiile, cartofii, ardeii și porumbul (sursa modernă de mămăligă) au apărut în Europa doar după descoperirea Lumii Noi și schimburile columbiene. Romanii cunoșteau orezul, dar acesta era foarte rar disponibil pentru ei. De asemenea, existau puține fructe citrice.
Carnea de măcelărie, precum carnea de vită, era un lux rar. Cea mai populară carne era carnea de porc, în special cârnații. Peștele era mai comun decât carnea, romanii având o acvacultură sofisticată și industrii de mare amploare dedicate creșterii stridiilor. Romanii se ocupau și de creșterea melcilor și a larvelor de stejar. Anumite specii de pește erau foarte apreciate și se vindeau la prețuri ridicate, precum chefalul crescut în pescăria de la Cosa, iar „mijloace elaborate au fost inventate pentru a-i asigura prospețimea”.
Tradițional, un mic dejun numit *ientaculum* era servit la răsăritul soarelui. La prânz, până după-amiază, romanii mâncau *cena*, masa principală a zilei, iar la căderea nopții o cină ușoară numită *vesperna*. Odată cu creșterea importurilor de alimente străine, *cena* a devenit mai consistentă și a inclus o gamă mai largă de alimente. Astfel, ea s-a mutat treptat spre seară, în timp ce *vesperna* a fost complet abandonată de-a lungul anilor. Masa de prânz, *prandium*, a devenit o masă ușoară pentru a susține organismul până la *cena*.

### Modă
Toga, un veșmânt comun în timpul erei lui Iulius Cezar, a fost treptat abandonată de toate clasele sociale ale Imperiului. Până la începutul secolului al IV-lea, toga devenise doar un veșmânt purtat de senatori în Senat și la evenimente ceremoniale. În secolul al IV-lea, toga a fost înlocuită de *paenula* (un veșmânt similar cu un poncho) ca îmbrăcăminte de zi cu zi a romanilor, de la clasele inferioare până la cele superioare. Un alt veșmânt popular printre romani în ultimii ani ai Imperiului Roman de Apus a fost *pallium*, care era purtat în special de filozofi și savanți în general. Datorită influențelor externe, în principal de la popoarele germanice, romanii au adoptat tunici foarte similare cu cele utilizate de germanii cu care interacționau în ultimii ani ai Imperiului de Apus, și au adoptat, de asemenea, pantaloni și pălării precum *pileus pannonicus*. În perioada târzie a Imperiului, *paludamentum* (un tip de îmbrăcăminte militară) era purtat doar de împăratul Romei (începând cu domnia lui Augustus, primul împărat), în timp ce *dalmatic*, (folosit și de clerul creștin), a început să se răspândească în tot imperiul.

### Jocuri și recreere
Tineretul Romei avea mai multe forme de jocuri atletice și exerciții fizice. Jocurile pentru băieți erau menite să-i pregătească pentru serviciul militar activ, precum sărituri, lupte, Box și curse. La țară, distracțiile pentru cei bogați includeau pescuitul și vânătoarea. Romanii aveau, de asemenea, mai multe forme de jocuri cu mingea, inclusiv unul asemănător handbalului. Jocurile de zaruri, jocurile de societate și jocurile de noroc erau distracții populare. Pentru cei bogați, petrecerile la cină erau o oportunitate de divertisment, uneori cu muzică, dans și lecturi de poezii. Majoritatea celor mai puțin înstăriți se bucurau de petreceri similare prin cluburi sau asociații, dar pentru cei mai mulți romani, mesele recreative însemnau de obicei frecventarea tavernelor. Copiii se distrau cu jucării și cu jocuri precum capra.
Jocurile și spectacolele publice erau sponsorizate de romani de seamă care doreau să-și promoveze generozitatea și să câștige aprobarea populară; la Roma sau în provincii, aceasta însemna de obicei împăratul sau guvernatorii săi. Locuri specifice din Roma și provincii erau dezvoltate special pentru jocurile publice. Colosseumul din Roma a fost construit în anul 70 d.Hr. sub împăratul Vespasian și deschis în anul 80 d.Hr. pentru a găzdui evenimente și lupte gladiatoriale. Gladiatorii aveau o varietate exotică și inventivă de arme și armuri. Uneori luptau până la moarte, dar mai des până la o victorie adjudecată, în funcție de dispoziția mulțimii. Spectacolele cu animale exotice erau populare în sine, dar uneori animalele erau puse să lupte împotriva oamenilor, fie profesioniști înarmați, fie criminali neînarmați condamnați la moarte publică.
Cursele de care erau extrem de populare printre toate clasele sociale. La Roma, aceste curse aveau loc de obicei la Circus Maximus, construit special pentru cursele de care și cursele de cai și, fiind cel mai mare loc public din Roma, era folosit și pentru festivaluri și spectacole cu animale. Putea găzdui aproximativ 150.000 de persoane. Carele de curse concurau în echipe, identificate prin culorile lor; unii susținători erau membri ai unor facțiuni de circ extrem de partizane, uneori chiar violente.

## Tehnologie
Roma antică se mândrea cu realizări tehnologice impresionante, folosind multe inovații care au fost pierdute în Evul Mediu și nu au fost egalate până în secolele XIX și XX. Un exemplu este geamul izolant, care nu a fost reinventat până în anii 1930. Multe dintre inovațiile practice romane au fost adoptate din designuri grecești anterioare. Progresele erau adesea împărțite și bazate pe meșteșuguri, iar meșteșugarii păstrau tehnologiile ca secrete comerciale.
Ingineria civilă și ingineria militară romană au constituit o parte importantă din superioritatea tehnologică a Romei și din moștenirea sa, contribuind la construcția a sute de drumuri, poduri, apeducte, băi publice, teatre și arene. Multe monumente, precum Colosseumul, Pont du Gard și Panteonul din Roma, rămân ca mărturii ale ingineriei și culturii romane.
Romanii erau renumiți pentru arhitectura lor, care este grupată alături de tradițiile grecești în „arhitectura clasică”. Deși existau multe diferențe față de arhitectura greacă, Roma a împrumutat mult de la Grecia în ceea ce privește respectarea unor designuri și proporții arhitecturale stricte și formule. În afară de două noi ordine de coloane, compozit și toscan, și de domul derivat din arcul etrusc, Roma a avut relativ puține inovații arhitecturale până la sfârșitul Republicii.
În secolul I î.Hr., romanii au început să folosească pe scară largă betonul roman. Betonul a fost inventat la sfârșitul secolului III î.Hr. și era un ciment puternic derivat din pozzolana, care a înlocuit rapid marmura ca principal material de construcție roman și a permis crearea unor forme arhitecturale îndrăznețe. Tot în secolul I î.Hr., Vitruviu a scris „De architectura”, posibil primul tratat complet despre arhitectură din istorie. Spre sfârșitul secolului I î.Hr., Roma a început, de asemenea, să folosească suflarea sticlei, la scurt timp după invenția acesteia în Siria, în jurul anului 50 î.Hr. Mozaicurile au devenit extrem de populare în imperiu după ce au fost aduse exemple din campaniile lui Lucius Cornelius Sulla în Grecia.
Romanii au construit, de asemenea, în mare măsură folosind lemn, ceea ce a cauzat o scădere rapidă a pădurilor din jurul Romei și din mare parte din Munții Apenini, din cauza cererii pentru construcții, construcția de nave și combustibil. Primele dovezi ale comerțului de lemn pe distanțe lungi provin din descoperirea unor scânduri tăiate între anii 40 și 60 d.Hr., provenind din Munții Jura din nord-estul Franței și ajungând la peste 1.700 km distanță, în fundațiile unui portic luxos, parte a unei vaste vile patriciene din Roma centrală. Se sugerează că lemnul, de aproximativ 4 metri lungime, ajungea la Roma prin râul Tibru, pe nave care traversau Marea Mediterană de la confluența Râului Saône și Rhône, în ceea ce este acum orașul Lyon din Franța de astăzi. Cu fundații solide și drenaj bun, drumurile romane erau renumite pentru durabilitatea lor, iar multe segmente ale sistemului de drumuri romane erau încă utilizate la o mie de ani după căderea Romei. Construcția unei rețele vaste și eficiente de drumuri în tot imperiul a crescut semnificativ puterea și influența Romei. Aceste drumuri au permis desfășurarea rapidă a legiunilor romane, cu timpi de marș predictibili între punctele cheie ale imperiului, indiferent de sezon. Aceste drumuri aveau și o semnificație economică enormă, consolidând rolul Romei ca nod comercial—de aici și expresia „toate drumurile duc la Roma”. Guvernul roman a menținut un sistem de stații de drum, cunoscut sub numele de „cursus publicus”, și a stabilit un sistem de relee de cai care permiteau unui mesaj să călătorească până la 80 km pe zi.
Romanii au construit numeroase apeducte pentru a alimenta cu apă orașele și siturile industriale, dar și pentru a-și sprijini agricultura. Până în secolul III, orașul Roma era alimentat de 11 apeducte cu o lungime combinată de 450 km. Romanii au făcut, de asemenea, progrese majore în domeniul sanitar. Romanii erau faimoși pentru băile lor publice, numite thermae, care erau utilizate atât în scopuri igienice, cât și sociale. Multe case romane aveau toalete cu apă și instalații sanitare interioare, iar un sistem complex de canalizare, Cloaca Maxima, era folosit pentru a drena mlaștinile locale și a transporta deșeurile în Tibru. Unii istorici au speculat că țevile de plumb din sistemul de canalizare și instalații sanitare au dus la intoxicații cu plumb la scară largă, contribuind la căderea Romei; totuși, conținutul de plumb ar fi fost minimizat.

## Istoriografie